# Ricostruzione filologica dei sinogrammi HSK2
Nella tabella sottostante è indicata la ricostruzione filologica dei sinogrammi HSK2. L'HSK2 corrisponde a un livello A2 secondo il quadro di riferimento CEFR e contiene i sinogrammi più diffusi in assoluto in cinese moderno standard insieme all'HSK1: di fatto sono i primi due livelli di HSK. Molti di questi caratteri sono reperibili pure in giapponese e coreano.

## Ricostruzione filologica degli hanzi HSK2
Le ricostruzioni, salvo diversa indicazione, sono riprese da Qimingwang (起名网), un sito che contiene un database di ricostruzioni paleografiche più la resa della pronuncia in fanqie nel rimario Guangyun del 1008. Parte di queste ricostruzioni viene riportata anche in Chaziwang, (查字网).
I caratteri HSK sono indicati nella prima colonna in versione semplificata per renderli più riconoscibili. Il cantonese è trascritto con il sistema di romanizzazione Jyutping e la pronuncia è quella standard e prestigiosa di Hong Kong. La ricostruzione in primo cinese medio citata è quella di Baxter (2011).
| Hanzi 汉字 (简体) | Pinyin 拼音        | Cantonese 广东话 (Jyutping) 粤拼 | Significato moderno e arcaico; spiegazione 意思、古意/原意/本义与字源 |
| ----------------- | ------------------ | -------------------------------- | --- |
| 吧                | ba5, ba1           | baa6                             | Indica una particella che, per esempio, rende il tono di esortazione ed è la bocca spalancata 口 accanto alla chiave di lettura ba1 巴 per la sola pronuncia: era il pittogramma di un serpente. La bocca indica il fatto che è una particella nel discorso, il significato originale era "bocca enorme" e forse il serpente, che ha una mandibola abbastanza snodabile (si pensi ai boa che ingoiano animali interi), rende anche il senso. |
| 百                | bai3               | baak3                            | Indica il numero cento ed è il listello in bambù dell'abaco messo in orizzontale 一 con sotto la chiave di lettura 白 bai2, che è il pittogramma di una fiammella per indicare il colore bianco. Oggi tutto il carattere indica il numero cento e in parte ancora oggi indica la popolazione o un gran numero di qualcosa: si pensi al vocabolo 老百姓 "la gente comune" e al nome di un'antica popolazione, i Baiyue 百越, che abitavano nell'omonimo stato conquistato dalla Dinastia Han insieme al suo vicino, Nanyue 南越. Questa conquista sancì la prima occupazione cinese del Vietnam su quattro (Bac thuoc 北属, "Appartenenza al Nord"). Anticamente, finiva in *-k. Per rimanere in tema di pronuncia arcaica, il nome della capitale di Nanyue era Panyu 番禺: siccome la pronuncia del primo carattere oggi è comunemente "fan1", da questa rara pronuncia si ricostruisce un suono bilabiale aspirato in Primo Cinese Medio, *phj-. |
| 帮                | bang1              | bong1                            | Indica il concetto di aiutare e la versione tradizionale è 幇: è la chiave di lettura 封 feng1 (da cui si ricostruisce un suono bilabiale dal Primo Cinese Medio conservato ancora oggi) con sotto il radicale Kangxi del pezzo di stoffa 巾 jin1 (in origine la sua consonante non era palatalizzata). La chiave di lettura oggi si usa come classificatore per le lettere e raffigura una piantina (圭, falso amico di una tavoletta di giada usata dagli ufficiali con il proprio nome inciso sopra per rivolgersi all'imperatore, oggi 珪) strappata da una mano a lato (e non sopra). Una versione arcaica del carattere è 𡉘, mentre una variante in cui la mano è scritta in modo diverso è 𡊋. in passato, indicava pure il concetto di feudalesimo con riferimento ai terreni coltivati. Il concetto resta nel vocabolo 封建, che si riferisce anche alla Cina feudale (ma il concetto è preso a prestito dal marxismo). In basso si nota il pezzo di stoffa 巾, cioè il radicale di un fazzoletto per pulirsi le mani dopo mangiato 几 appeso a un bastone in visione frontale. Indicava pure il turbante, cioè un "grosso fazzoletto che si annoda in testa" per vicinanza di forma (si pensi alla Rivolta dei Turbanti Gialli, gli 黄巾, che tentarono di rovesciare gli Han, e dei Turbanti Rossi, gli 红巾 durante la caduta della Dinastia Ming). Ma in basso, nella versione più arcaica del vocabolo, 幚, era presente 帛 mian2, oggi 棉 mian2, cioè il cotone: è un tessuto 巾 ed è bianco 白. Ebbene, 幚 in origine indicava il dorso della scarpa (la parte superiore, contrapposta alla suola), che aiuta il dorso del piede a stare fermo, mentre il cotone ha un qualche legame con il suo materiale di produzione. Il significato odierno è "aiutare", ma il significato arcaico resta nel vocabolo per indicare proprio il dorso della scarpa, 鞋帮. Quanto alla versione moderna, 帮 ha come chiave di lettura 邦 bang1, che anche qui indica la sola pronuncia. Se 封 indica l'erba tirata, 邦 bang1 è la chiave di lettura 丰 feng1 con il radicale della città 邑. Era il pittogramma di una piantina sopra una risaia o campo coltivato (峀 o 𤰫), poi la piantina si è spostata a lato e il campo è diventato una città. Innanzitutto anche da questa chiave di lettura si ricostruisce un suono bilabiale in Primo Cinese Medio in 丰 feng1, dopodiché indica il concetto di stato (邦 è solo chiave di lettura). È anche il nome del contadino che capeggiò la rivolta contro la Dinastia Qin e fondò la Dinastia Han diventando il suo primo Imperatore, Liu Bang 刘邦. Il carattere oggi indica il concetto di stato con la sfumatura di posto in cui le persone vivono (nella stessa misura in cui i contadini sono a stretto contatto con i campi che loro stessi coltivano). Da un semplice carattere come [帮 < 幇], può partire una vasta esplorazione di storia e filologia cinese. In conclusione, riguardo al cotone 帛, esso è presente come chiave di lettura anche in 锦 jin1, che oggi indica il "campionato" 锦标赛: è il radicale del metallo (che rende anche la pronuncia) accanto al cotone. In origine indicava l'arazzo, il che spiega la presenza del cotone. |
| 助                | zhu4               | zo6                              | Indica il concetto di aiutare, supportare, ed è la chiave di lettura dell'altarino sacrificale per antenati o della lapide commemorativa 且 (qie3, con pronuncia rara ju1 palatale vicina a zhu4) con accanto il pittogramma di un muscolo contratto 力 per indicare la forza, potenza, energia (radicale Kangxi della forza), la forza impiegata per aiutare qualcuno. In origine sotto la chiave di lettura era presente una mano, che indica molto bene il concetto di aiutare. Come prestito fonetico, indicava pure la zappa, oggi 锄 chu2. |
| 报                | bao4               | bou3                             | Indica il concetto di fare rapporto, report, giornale e la versione tradizionale è 報. In origine indicava l'atto di condannare un prigioniero. A sinistra si nota 幸 xing4 con accanto la parte a destra di 服, già noto: tutto il carattere è il pittogramma di un condannato in ginocchio inquadrato di lato e con le mani ammanettate da una manetta con due catene, una orientata verso l'alto e l'altra verso il basso. Sono ancora riconoscibili le due catene 土 e 干, la manetta che blocca entrambe le mani 丷 e il prigioniero inginocchiato, con la testa ben evidente e la mano destra che lo tiene fermo. Nella versione semplificata, il radicale della mano a lato sostituisce le catene. Quanto invece al carattere 幸 xing4 in isolamento, questo pittogramma delle catene indica oggi il concetto di "fortuna" (in origine, fortuna perché si evita una calamità, che si può collegare a 報 se si pensa come una pena grave, dalle pene pecuniarie alle fustigazioni, fino alle amputazioni e alla morte se si pensa anche alle Cinque Punizioni). Una variante arcaica è 㚔 nie4 (*-p), un carattere prima a sé e poi confluito in 幸. |
| 纸                | zhi3               | zi2                              | Indica la carta e la versione tradizionale è 紙: è il radicale della seta con accanto la chiave di lettura che indica il vessillo di un clan. Entrambi i componenti messi insieme, dal punto di vista storico, si riferiscono all'abitudine di usare la seta come supporto per scrivere prima dell'invenzione della carta. Alla seta si affiancavano i listelli di bambù, la pietra, la corteccia e, per decorare o effettuare profezie, su vasi di bronzo, bracieri, pettini, gusci di tartaruga e scapole di bue. |
| 比                | bi3, bi4           | bei2                             | Oggi è una particella che, nel linguaggio colloquiale, forma il comparativo di maggioranza e che significa pure "comparare; sfidare" (比较, 比赛) ed è simile a 从, anche se fuorviante nell'aspetto: sono due persone 匕 l'una accanto all'altra, ma stavolta non si seguono ma sono affiancate per fare un paragone. In origine indicava il concetto di stare affiancati e allineati |
| 别                | bie2, bie4         | bit6                             | Indica il concetto di differenziare, dividere e l'avverbio "non" usato all'imperativo ed è il pittogramma 另 ling4 come chiave di lettura accanto al coltello stilizzato a lato 刀. La chiave di lettura è il pittogramma di un mucchietto di ossa e una versione arcaica vicina all'ideogramma originale è 𠛰. Le ossa col coltello indicano dunque la divisione come la separazione della carne dalle ossa o lo svisceramento di una carcassa o simili. 另 ling4 si può anche usare da solo e significa "altro"; se bisillabico è 另外. |
| 宾                | bin1               | ban1                             | Indica il concetto di ospitare e la versione tradizionale è 賓. Oggi ha la chiave di lettura del soldato 兵 bin1, cioè un'ascia di guerra tenuta da due mani in basso. La versione originale invece è 𡧍 con l'aggiunta del radicale della conchiglia aperta 贝 in basso, radicale che ha sostituito ding3, il pittogramma e radicale Kangxi di un tripode in visione frontale, in alcune varietà. Indica quindi un tetto con una persona (人, poi stilizzata come 正, 尸 e 少) che entra in casa con un vaso o qualcosa di prezioso da dare in dono. Il carattere si usa come chiave di lettura per indicare le basette, 鬓 bin4, versione tradizionale 鬢. Il carattere in cima, in modo stilizzato, indica i capelli lunghi 髟 biao1. In origine, i componenti erano affiancati, dunque le versioni arcaiche sono 𩯫 e 𨲺. |
| 馆                | guan3              | gun2                             | Indica il concetto di edificio in cui si trova ospitalità, vitto e alloggio e la versione tradizionale è 館: è il radicale del cibo 食 con accanto l'ideogramma di un palazzo (indicato da un tetto) su un rilievo 官 (simile a quello che si trova in 师) ed era un palazzo in cui gli ufficiali lavoravano dentro. La chiave di lettura 官 guan1 si può utilizzare da sola per indicare gli ufficiali, cioè "coloro che lavorano in edifici adibiti alla burocrazia", mentre il palazzo si è differenziato con la nascita dell'ideogramma 宫, molto simile: è un tetto con sotto 呂 lv3 (originale 吕) che, secondo Xu Shen, è il pittogramma di due vertebre l'una sull'altra (il trattino indica l'unione) o, in base a una seconda interpretazione, è un paio di bocche accavallate mentre cantano insieme. Questo concetto di unione si ritrova nel carattere che indica il partner, 侣, accanto al radicale della persona 人. Si trova pure nel sinogramma che indica l'alluminio. Forse il carattere era imparentato con 鑢 lv4, che indica la raspa con cui si limano e raspano i minerali. La chiave di lettura è 慮 lv4, "preoccuparsi" (un leone 虍 sotto il pensiero 思, semplificabile in 虑). Quanto a un ultimo carattere diffuso con 官, esso è 管 guan3, che indicava uno strumento aerofono antico in bambù 竹 (< *-k). Il significato arcaico è ritenuto in vocaboli come il clarinetto, 黑管, il "guan nero". Indica pure le tubature, siccome le canne di bambù sono vuote dentro e si possono usare anche per creare complessi sistemi di irrigazione dei campi, mentre oggi forse come prestito indica il concetto di importare/interessarsi. |
| 长                | chang2             | coeng4                           | Indica il concetto di lunghezza e la versione tradizionale è 長: è una persona anziana con il bastone (poi sparito) e due ciuffi in alto per indicare i capelli lunghi e un paio di gambe. Come chiave di lettura, si ritrova nel classificatore per indicare le cose piatte 张 zhang1 accanto al radicale dell'arco 弓. Questo carattere originariamente indicava il concetto di tendere la corda dell'arco o montare la corda sull'arco. Il carattere, se stilizzato in basso, indica ancora i capelli lunghi nel carattere 髟 biao1, usato come radicale (se pronunciato shan1, indica la punta dei cornicioni). A sua volta, 彡 shan1 (< *-m) e è proprio il pittogramma di un ciuffo di capelli (ma che nel carattere 影 indica l'ombra). |
| 唱                | chang4             | coeng3                           | Indica il concetto di cantare ed è il radicale della bocca spalancata 口 accanto alla chiave di lettura 昌 chang1, cioè l'ideogramma di un sole 日 sotto a una bocca spalancata 口, a cui poi si è aggiunto il tratto per indicare lo sbuffo d'aria 曰 per indicare le parole splendenti perché ben tornite o cantate melodiosamente. La chiave di lettura torna nel carattere 倡 chang4, affiancata dal radicale della persona 人. Oggi indica "consigliare", mentre in passato indicava, secondo Xu Shen, l'atto di cantare, forse sotto la direzione di una persona professionista e riferito a professionisti (oggi, dunque, indica qualcuno che guida qualcuno con belle parole e buoni consigli). Si ritrova pure nel carattere 娼 chang4, affiancato dal radicale della donna inginocchiata 女 per indicare in passato la cantante e oggi la prostituta, che con parole melodiose adesca i clienti. |
| 哥                | ge1                | go1                              | Indicava il concetto di "cantare" e oggi indica il fratello maggiore come prestito fonetico. Le bocche spalancate 口 indicano il canto e il carattere è formato da due 可 l'uno sull'altro. Ma 丂 qui non è il pittogramma di un'ascia (il significato originale resta in 柯 ke1, il "manico in legno di un'ascia", cioè il legno di un albero con l'ascia accanto), ma è proprio la bocca da cui esce uno sbuffo d'aria, come in 号 e 考. Il significato originale resta in 歌, ancora in uso. |
| 歌                | ge1                | go1                              | Come accennato, è una modifica di 哥 e significa "cantare": sono due bocche spalancate che cantano con accanto il radicale dell'aria sbuffata da un uomo spossato 欠 per rimarcare il concetto di cantare. |
| 穿                | chuan1             | cyun1                            | Indica il concetto di indossare e, più anticamente, di penetrare/affondare ed è il radicale del tetto con sotto il pittogramma 牙 ya2, cioè un dente felino che affonda in una preda. La chiave di lettura si può usare da sola per indicare lo sbadiglio 哈欠, 呵欠, che contiene gran parte o tutto il significato originale e per indicare il concetto di debito, siccome "grava" sul groppone di qualcuno (e forse era anche un buon prestito fonetico). |
| 次                | ci4                | ci3                              | Indicava il concetto di rozzezza e rappresenta il radicale del ghiaccio per stilizzare uno sputo che esce da una persona inginocchiata 欠, intenta a sbuffare per la spossatezza o simili. Come prestito fonetico, indica il concetto di inferiore/secondo/secondario e di numero di volte che si fa qualcosa o accade qualcosa. Il carattere torna come chiave di lettura in 资 zi1 con sotto il radicale della conchiglia 贝 (i due membri in passato erano affiancati). In origine indicava i soldi e le finanze (il significato originale resta in 资金, risorse) e la chiave di lettura indica il concetto di ripartire le finanze in base a un ordine o priorità. Se inteso come "paga, stipendio", ha un significato identico o una sfumatura di subalternità siccome un lavoratore è alle dipendenze di qualcuno per soldi. |
| 从                | cong2, cong4       | cung4                            | Come già accennato, è un raddoppio del radicale della persona per indicare il concetto da seguire e, oggi, la particella del moto da luogo. La versione originale è 從: in alto si riconosce il carattere odierno, ma altri componenti rinforzano il concetto di "seguire" e dunque di muoversi, cioè il radicale dell'incrocio a T 彳 e il piede 止. Una variante arcaica al posto dell'incrocio a T e che Xu Shen descrive aveva il radicale del cammino 辵: assomigliava vagamente a 𨑢. In 丛 cong1 è un falso amico siccome è la stilizzazione di 叢: è dell'erba accorpata e densa che cresce a cluster in alto 丵 zhuo2 (< *-k) con sotto il carattere che indica il concetto di afferrare 取. Indica tutto insieme il concetto di raccogliere, con una sfumatura di riferimento alle piante. Nei dialetti Minnan, è il classificatore per le piante. La semplificazione, siccome ha due persone insieme 从, contiene ancora un vago senso di raccoglimento e adunata su un terreno 一, ma se non si conosce il significato, la parvenza è fuorviante. |
| 错                | cuo4               | co3                              | Come già accennato, è il radicale del metallo 金 accanto a una calamità naturale del passato 昔 per indicare, tra i vari significati antichi, il concetto di placcare un oggetto in metallo per proteggerlo o simili. Oggi, come prestito fonetico, indica l'errore. |
| 篮                | lan2               | laam4                            | Indica il concetto di cestino (anche in senso generico) e la versione tradizionale è 籃: è il radicale del bambù 竹 con accanto la chiave di lettura 监 jian1 (in passato non era palatalizzata e finiva in *-m), che indica il concetto di supervisionare e di incarcerare: è un occhio gonfio per il dirottamento ematico perché chino verso il basso con accanto una persona in origine china (臥 wo4) ed è un occhio che guarda dentro a un vaso 皿 (min3 < arcaico ming3) pieno d'acqua. Dunque in origine indicava lo specchio, significato mantenuto nel carattere antico che indica uno specchio in bronzo decorabile con caratteri antichi, il jian4 鉴 (anticamente non palatalizzato e terminante in *-m), la cui versione non ridotta 鑑 e ha il radicale del metallo 金 proprio per indicare il bronzo. la parte in alto del carattere, wo4, torna in lan3 览 (< 覧), che oggi indica "esporre" e in passato "guardare" (监 supervisionare + 见 radicale della percezione) e lan3 揽 (览 chiave di lettura + 手 radicale della mano per indicare il concetto di "reggere con la mani"), mentre l'intera chiave di lettura torna nel carattere che indica la pianta di indaco 蓝 (< *-m) e che oggi indica il colore blu. Il radicale dei due ciuffetti d-erba indica la flora, mentre la chiave di lettura della supervisione indica la lavorazione dell'indaco per ottenere il colore blu in natura, il blu indaco. Per rimanere in tema di flora e colori, 兰 lan2, dalla versione tradizionale 蘭, indica l'orchidea e il medesimo colore, cioè un viola chiaro tendente al rosa intenso. In alto ha i due ciuffetti d'erba stilizzati come 丷, poco riconoscibile, mentre in basso il corpo ha preso a prestito il carattere 三. Nella versione tradizionale, la chiave di lettura 闌 lan2 indica la staccionata ed è la porta di casa a due ante con sotto 柬 jian3 (in passato, non palatalizzato) per indicare i pali rilegati tra loro (束 shu4, < *-k, il pittogramma e nome-classificatore per il mazzo: è una pianta 木 dentro a una sorta di legaccio rotondo e oggi squadrato 口. Dentro, si aggiungono due puntini, poi allungatisi in 八, oggi 丷). 柬 indica anche il concetto di invitare. |
| 球                | qiu2               | kau4                             | Indica il concetto di sfera/globo ed è il radicale della giada 王 accanto alla chiave di lettura 求 qiu2, anticamente non palatalizzata. La chiave di lettura è il pittogramma in visione frontale di una pelliccia, con un tratto orizzontale che indica la parte superiore, un gancio che indica l'apertura anteriore e dei trattini che stilizzano i peli. Il significato originale resta in qiu2, mentre come prestito fonetico indica il concetto di richiesta. Quanto a 球, indicava la giada bella, non difettosa e di ottima qualità, tale per cui si fa una richiesta. Oggi indica una forma rotonda, quindi ben lavorata. |
| 到                | dao4               | dou3                             | Indica il concetto di arrivare ed è il pittogramma 至 zhi4, accanto al coltello 刀, che è la chiave di lettura dao1 indicante la pronuncia. 至 è il pittogramma di una freccia messa in verticale con la punta rivolta verso in basso per indicare che finisce il suo tragitto e colpisce l'obiettivo. In alto si vedono le due piume, originariamente simile a ɣ, mentre è il corpo con la punta, 十 che si è allargata in un tratto orizzontale. L'obiettivo (o il terreno) viene rappresentato con una linea orizzontale, 一. Il pittogramma stesso indica il concetto di arrivare, mentre 到 dao4 significa "arrivare" come vocabolo moderno. Quanto al coltello, Xu Shen indica che è un coltello che indica la pronuncia, ma nei vasi di bronzo Shang e Zhou era una persona 人 che arriva in un punto nella stessa misura in cui la freccia raggiunge un punto. La persona ritorna nel carattere 倒 dao3, che però è un carattere completamente diverso e indica il concetto di scivolata, contrario, versare (liquidi in un bicchiere)". La stessa chiave di lettura, "arrivare", indica il moto e dunque parte del significato, mentre la persona indica la sfumatura che si riferiva alla scivolata di una persona. Gli altri significati, più astratti, sono posteriori. |
| 得                | de2, de5, dei3     | dak1                             | Indica il concetto di ottenere/riuscire ed è il pittogramma dell'incrocio a T ,彳, con accanto il componente 㝵 de2, che in origine era la prima versione di tutto il sinogramma, che era scritto come 𢔶: 㝵 è una conchiglia aperta 贝, poi diventata un occhio forse per corruzione del carattere 见 e oggi una sorta di tramonto 旦 con sotto una mano impegnata a raccogliere la conchiglia 寸. Quindi, l'aspetto attuale è molto fuorviante, ma il significato nella prima versione è chiaro: indica il concetto di ottenere, riferito a una conchiglia preziosa presa in mano. A tutto il carattere si è poi aggiunto l'incrocio a T inquadrato dall'alto. Il significato originale resta in parole come 取得 e 获得. A proposito di quest'ultimo vocabolo, 获 huo4 indica l'ottenimento di qualcosa in un contesto che ricorda la caccia, siccome compare anche in 猎获 (andare a caccia) e contiene due cani da caccia che ringhiano l'uno contro l'altro. Ma la versione originale è 獲, che in origine raffigurava un uccello dalla coda corta 隹 mentre viene catturato da una mano 又. La versione tradizionale successiva deriva dunque da un'evoluzione di 隻, che oggi si semplifica come per indicare un singolo oggetto di una coppia o per fungere da classificatore dei cani e gatti. L'evoluzione ha aggiunto l'erba in alto e un cane da caccia a lato, sempre per indicare il concetto di catturare. Nella semplificazione oggi confluisce pure il carattere 穫, che indica la mietitura, mostrata in modo plateale dal radicale del cereale, dai ciuffi d'erba e dal concetto di afferrare in forma arcaica. La stessa coppia di cani che si ringhia in faccia, 㹜 yan2, ritorna nel vocabolo "carcere" 监狱 in cui il radicale della parola 言 rende il senso originale della parola, cioè la causa legale, raffigurato come se due cani si ringhiassero in faccia per accusarsi. Dalla causa legale, il significato è passato al carcere, forse a indicare i prigionieri che si insultano e si accusano tra loro. |
| 等                | deng3              | dang2                            | Come già accennato, oggi indica il concetto di aspettare e in passato indicava l'atto di sistemare in pubblico i listelli di bambù con i nomi dei vincitori degli Esami Imperiali. |
| 弟                | di4, di5           | dai6                             | Indica il fratello minore ed è un pittogramma vagamente simile a 弗 e 互: stavolta è un unico ceppo di legno (卜, poi 十 e oggi 丷 con sotto un tratto verticale e uno obliquo) con una corda annodata intorno, rappresentata da 弓. In origine indicava l'ordine, ancora presente nel vocabolo 次第 e gi' suggerito blandamente dalla corda annodata ad arte. Oggi, come prestito fonetico, indica il fratello minore, anche se il concetto di fratellino suggerisce "l'ultimo (figlio maschio) in ordine". |
| 第                | di4                | dai6                             | Oggi si usa come prefisso per ottenere i numeri ordinali dai cardinali ed è il radicale del bambù 竹 con sotto la chiave di lettura 弟 di4. Il bambù rimarca il legno del ceppo originario e rimarca il significato arcaico, siccome la chiave di lettura di4 indica il "fratellino", contrapposto a 兄弟 e 哥哥. |
| 懂                | dong3              | dung2                            | Indica il concetto di comprendere/capire 心 ed è il radicale del cuore a lato con la chiave di lettura 董 dong3. A sua volta la chiave di lettura indica la supervisione/gestione e si usa per indicare l'assemblea dei soci/azionisti (董事会). Per la precisione, la chiave di lettura è il radicale dell'erba con in basso la contrazione di 童 tong2 (il bambino), che indica in modo puntuale la pronuncia. In origine indicava un tipo di erba molto piccola e fine. Il significato di supervisione/gestione deriva da un prestito. |
| 房                | fang2              | fong2                            | Indica il concetto di casa, appartamento ed è il pittogramma di una porta a un battente 户 (è anche un radicale Kangxi) con sotto la chiave di lettura 方 fang1, che ha vari significati (non solo "quadrato", ma anche un vago concetto di "ordine"). In origine, indicava i due lati di una stanza. La chiave stessa di lettura suggerisce vagamente la loro disposizione. |
| 非                | fei1               | fei1                             | Indica il concetto di "non essere" e si può trovare in dei vocaboli come prefisso di negazione. Come spiega Xu Shen, è il pittogramma di un paio di ali spiegate di uccello mentre vola in aria, inquadrate con visione frontale. La pronuncia, che anticamente aveva un suono bilabiale, deriva da una fusione della negazione con un verbo che in Wenyan antichissimo si usava come verbo essere, 不 bu + 惟 wei. Entrambi i caratteri sono già attestati nelle ossa oracolari. Il carattere usato invece deriva da un prestito fonetico. Per rimanere in tema di negazioni, in base al suono *mj- caduto o ritenuto si possono tracciare numerose parentele tra negazioni: 无, 無, 勿, 毋, 未, 亡 (non avere, sparire, perire, usato anticamente come sinonimo di 無, 无), 没, 莫: tutti questi caratteri hanno o avevano il suono *-m. |
| 常                | chang2             | soeng4                           | Indica l'avverbio di frequenza "spesso" ed è la chiave di lettura 尚 shang4, cioè una casa, con sotto il fazzoletto 巾 per indicare in origine un vestito indossato sul corpo. Oggi, come prestito fonetico, indica l'avverbio di frequenza "spesso" e il significato originale è preservato nel carattere 裳 shang1, chang2. Il carattere non è attestato nelle ossa oracolari, ma dagli Stati Combattenti. |
| 务                | wu4                | mou6                             | Indica il concetto di compito/task/missione e la versione tradizionale è 務, la cui composizione è fuorviante se paragonata a quella della variante 𠝸: è la chiave di lettura 敄 wu4 (< *mj- caduto, fenomeno che avviene in molti altri caratteri), che indica lo sbrigare faccende con impegno con sotto il radicale della forza 力. A sinistra si trova il pittogramma di una lancia 矛 mao2, oggi sparito, con accanto quello che resta della chiave di lettura, 攵, con il radicale della forza. 敄, la chiave da sola, si usava come variante di 務. |
| 员                | yuan2              | jyun4                            | Indica il concetto di membro/inserviente e la versione tradizionale è 員: è una bocca spalancata 口 con sotto il radicale della conchiglia aperta 贝 che sostituisce quello che in origine era il radicale Kangxi del tripode, 鼎: quindi la versione originale era vicina a 𪔅. Il carattere indicava la rotondità attraverso la forma rotonda della bocca di un tripode (classificatore: 只). Il significato arcaico resta nel carattere 圆 yuan2, a cui si aggiunge il radicale del recinto 囗. 圆 si usa pure come classificatore per gli oggetti rotondi, come le uova. |
| 高                | gao1               | gou1                             | Come già indicato, è il pittogramma di una torre per indicare oggi il concetto di altezza e/o superiorità. |
| 告                | gao4               | gou3                             | Indica il concetto di avvisare ed è il pittogramma della testa di un bue in visione frontale 牛 (radicale Kangxi del bue, con un corno ricurvo ancora visibile in alto e le orecchie orizzontali; < *ng-) con sotto la chiave di lettura 口 kou3, che indica sia la bocca spalancata, sia parte della pronuncia, ma in realtà è molto fuorviante; è la stilizzazione di un trogolo o abbeveratoio in cui i buoi si abbeveravano. Indicava il trogolo/abbeveratoio, significato preservato in 牯 gu4 e rimarcato dal radicale del bue. Oggi indica come prestito il concetto di avvisare, quindi di riportare messaggi. Si rimarca che 口 comunque è in origine fuorviante. Il carattere si usa come chiave di lettura per la pronuncia in 靠 kao3 con il radicale delle ali spalancate 非 per indicare il concetto di sostenere e appoggiare (anche in senso astratto). |
| 诉                | su4                | sou3                             | Indica oggi il concetto di avvisare nella parola 告诉 e anche quello di raccontare dettagliatamente alle autorità durante una denuncia. La versione tradizionale è 訴, ma la versione arcaica e originale è 𧩯, ovvero il radicale della parola 言 con accanto la chiave di lettura di un edificio senza mura 广 con una persona simile a 大 disegnata sottosopra per indicare l'accusa o l'opposizione (pittogramma 屰 ni4, da cui deriva 逆 ni4 con il radicale del cammino 辵 che rimarca il movimento). In 屰 riconoscono le gambe in alto 丷 e le braccia e la testa in basso 屮. La versione odierna della chiave è 斥 chi4, ovvero il carattere 斤 con un punto che indica un oggetto o proprietà o e responsabilità divisa o sollevata per decisione legale. Quanto a 屰, un carattere in cui fa una comparsa è 塑, che indica la plastica. È composto dalla chiave di lettura shuo4 朔, che indica la luna nuova e il primo giorno di un mese lunare con sotto il radicale della terra 土, per indicare il concetto antico di "modellare" (oggi si può pensare come la terra trivellata per estrarre il greggio). Forse i due componenti sono collegabili se si pensa la forma modellata un po' alla volta come una palla, cioè la luna piena che va formandosi lentamente. |
| 给                | gei3, ji3          | kap1                             | Indica il concetto di dare e la preposizione "a" per formare il complemento di termine e la versione tradizionale è 給, la cui pronuncia colloquiale è "gei3"; la pronuncia "ji3", in origine non palatalizzata, è quella originale e si ritrova nel carattere 给予. È composto dal radicale della seta 丝 con accanto la chiave di lettura 合, he2, cioè un vasetto che si apre, con il coperchio 亼 e sotto il vaso 口 e che oggi indica il concetto di riunire (parte del significato originale resta in 盒 he2, con sotto il radicale del vaso 皿 min2 < ming3). Quanto a 给, è dunque la seta con accanto un vasetto aperto e indicava il concetto di dare/offrire (servizi). Secondo Xu Shen, indicava in origine il concetto di aggiungere un po' alla volta, 添丝加继续. La chiave di lettura del vasetto aperto si trova pure in 答 da2 (< *-p), con sopra il radicale del bambù 竹: indica il concetto di rispondere e in origine indicava un legume, il "fagiolo chicco di riso" (小豆). Successivamente, ha iniziato a indicare le fibre di bambù intrecciate. |
| 公                | gong1              | gung1                            | Indica il concetto di "pubblico" e di "duca" ed è il componente 八, che indica l'apertura o la deviazione, con sotto il componente 厶, presente anche in si1 (私 "privato"): è cioè un bozzolo mentre viene aperto e che quindi non cela più nulla alla vista altrui, come invece accade in si1 (in origine indicava il grano riscosso come tassa). Questa origine e questo collegamento vengono spiegati da Han Feizi nella sua omonima opera che tratta il legismo. In realtà, 公 può indicare la suddivisione di un qualunque oggetto. Siccome in origine l'oggetto era tondeggiante e simile a 口, forse ha un collegamento con 品. Una sua variante con l'aggiunta del radicale della persona 供 gong1 in passato era intercambiabile con quella originale. |
| 共                | gong4              | gung6                            | Indica il concetto di insieme ed è il componente 廾 con sotto un carattere simile a 丌, cioè un paio di mani (双) in basso che regge un oggetto simile a una cassetta, in origine disegnata come 口 e oggi abbastanza simile. |
| 汽                | qi4                | hei3                             | Come già accennato, è il radicale dell'acqua accanto al vapore/aria/soffio vitale per indicare nello specifico il vapore. In base alla chiave di lettura 气 e alla lettura coreana, giapponese e vietnamita 汽 (기 gi; け ke, き ki; khí), si ricava che la consonante non era palatalizzata. |
| 司                | si1                | si1                              | Come già accennato, è il carattere che anticamente era equivalente all'inversione 后 e che assomiglia a 令: è una persona inginocchiata con la bocca spalancata per dire ordini. Oggi 后 significa "dopo", mentre 司 può indicare l'autista o la ditta/company. |
| 贵                | gui4               | gwai3                            | Indica il concetto di "prezioso; caro" e la versione tradizionale è 貴, che deriva da una versione più arcaica 䝿: è cioè il componente 臾 yu2, oggi stilizzato come 𠀐, estremamente fuorviante perché è uguale a 虫 ma con un tratto in meno, e la conchiglia aperta 贝 come radicale. Raffigura due mani 臼 che afferrano una preziosa conchiglia in basso. Ma nella versione arcaica e reperibile nelle ossa oracolari, le due mani afferravano un cumulo di terra, per indicare come il bene primitivo più prezioso per l'essere umano fosse la terra con i suoi frutti. |
| 过                | guo4, guo5         | gwo3                             | Indica il concetto di "passare/trascorrere; attraversare" e la versione tradizionale è 過. Il componente interno è lo stesso del carattere arcaico 𠛰, oggi 另 e formante anche il carattere 别, mentre in guo4 (che oggi è anche una particella per indicare l'azione finita nel passato intesa come esperienza raccontata) questa chiave di lettura, 咼 kuai1 (qui indica parte della pronuncia, anticamente simile a "gua"), è sostituita con un fuorviante 寸. Quindi, il carattere è formato dal radicale del piede 止 (oggi, quello del cammino 辵) con sopra il pittogramma delle ossa tagliate o scarnificate 咼 kuai1 per indicare dei resti di un essere vivente non meglio specificato (volendo, anche di esseri umani, come succede in 歹 e4 [< *ng- e *-t]/dai3). Straordinariamente, in questo carattere le ossa non sono sparpagliate, ma nella versione più arcaica reperibile nei vasi in bronzo sono tre ossa disposte a Z rovesciata in modo molto chiaro (nel carattere 别 questa disposizione è indicata in modo poco chiaro). Ergo, il concetto di passare ecc. è indicato con il trascorrere della vita fino alla sua fine. |
| 孩                | hai2               | haai4                            | Indica il concetto di figlio, ragazzo ed è il radicale del bambino in fasce 子, quindi molto piccolo, con accanto la chiave di lettura 亥 hai4. Quest'ultima è il pittogramma di un maiale, messo in comunicazione con quello di bambino in fasce siccome entrambi hanno gli arti piccoli e la testa grossa. In alternativa, la chiave di lettura è una contrazione di 咳 ke2/kai4, che oggi indica la tosse e che in passato indicava le risate dei bambini, i cui vagiti sono simili ai versi striduli di un maiale. Hai4, come prestito fonetico, è anche il dodicesimo Ramo Terrestre. La chiave di lettura si vede anche nel carattere 核 he2, che indica il nocciolo di un frutto e oggi indica il concetto generico di nucleo (di qualcosa) e di atomo. È composto dal radicale dell'albero con accanto la riduzione del carattere 阂 he2, che indica il concetto di separare (riferito alla separazione della polpa dal nocciolo) e, a livello grafico, una porta a due battenti chiusa per ricordare la forma chiusa del nocciolo. |
| 还                | hai2, huan4        | waan4                            | Indica il concetto di restituire e l'avverbio "tuttora/ancora" e la versione tradizionale è 還: è il radicale del cammino 辵 (in passato 彳) con accanto la chiave di lettura 瞏 ("guardare spaventato") ridotta in 睘, ovvero un occhio 目 ribaltato con sotto il carattere 袁 qiong2 (non palatalizzato in passato). Indica il concetto di tornare indietro, esplicitato dal radicale del cammino, e oggi indica pure il concetto di restituire e l'azione ancora in corso. Oggi la chiave di lettura è sostituita con 不 bu4, forse per indicare che, nell'avverbio, l'azione non è ancora finita siccome è ancora in corso/in fase di progressione. Altrimenti non solo non rispecchia la pronuncia, ma è fuorviante. |
| 黑                | hei1, he4          | hak1                             | Come già accennato, è il pittogramma di una persona con la faccia tatuata come punizione. È anche un radicale. |
| 红                | hong2              | hung4                            | Come già indicato, indica il colore rosso con riferimento alla lavorazione e colorazione dei tessuti. |
| 火                | huo3               | fo2                              | Come già indicato, sono tre lingue di fuoco stilizzate. È anche un radicale. |
| 站                | zhan4              | zaam6                            | Indica il concetto di stare in piedi ed è il radicale dell'uomo in piedi 立 con accanto la chiave di lettura 占 zhan4, che qui non indica più la divinazione ma l'atto di occupare uno spazio. Anticamente finiva con la codina nasale *-m. |
| 场                | chang3, chang2     | coeng4                           | Indica un territorio (e.g. l'arena, il campo da calcio ecc.) ed è anche il classificatori di eventi naturali, come ad esempio le precipitazioni di pioggia, gli attacchi di terremoto ecc. e la versione tradizionale è 場: è il radicale della terra 土 con accanto la chiave di lettura 昜 yang2. Questa chiave di lettura è il pittogramma di un sole 日 che emette i raggi 丁 e 彡, oggi stilizzati. La sua semplificazione è 𠃓. Indica dunque in apparenza un terreno irradiato dal sole, ma in realtà indicava un terreno ben selezionato per costruire luoghi sacri. Il significato di terreno illuminato invece si può ritrovare nel significato arcaico di yang2 阳 (暘), il lato della collina illuminato dal sole (opposto a quello in ombra 阴, 陰). Oggi yang2 è una collina con accanto un sole e indica il sole (mentre 日 indica oggi il giorno) |
| 鸡                | ji1                | gai1                             | Indica il pollo e la versione tradizionale è 雞: è la chiave di lettura 奚 xi1 (non palatalizzato in passato, ma la pronuncia di "pollo" riflette la pronuncia moderna) con accanto il radicale dell'uccello dalla coda corta 隹, in cui veniva classificato il pollo. Oggi il carattere è decisamente mutato, siccome è una mano 又 (che sembra raffigurare la coda di un gallo; sicuramente non sbroglia la pronuncia) con accanto il radicale dell'uccello 鸟. Ma tutto il carattere originario 雞, se si consultano le ossa oracolari, è il pittogramma di un pittogramma estremamente dettagliato di un pollo inquadrato di lato mentre canta e zampetta. Quanto a 奚, in cinese classico si usava come sostituto di 何 (un sostituto interrogativo oggi usato nel linguaggio formale), dalla pronuncia simile. |
| 蛋                | dan4               | daan2                            | Indica le uova e la versione originale è 蜑, ovvero la chiave di lettura 延 yan2 (variante 𨒂) con sotto il radicale dell'insetto 虫 (nella versione originale del radicale, era un pittogramma in cui compariva tre volte, come in 品). la versione attuale è diversa da 蜑 ed è 疋 (una stilizzazione parzialmente fuorviante di un piede 止) con sotto l'insetto. Il piede deriva dal senso originale: 延 indica il concetto di "prolungare/estendere" e l'intero carattere indicava i Tanka, un popolo meridionale sinizzato che viveva in zone vicine a distese idriche. Esistono tuttora e in passato venivano visti con disprezzo perché considerati fuori casta. Il carattere, siccome ha un insetto e indica un popolo, è simile a 閩 > 闽, cioè Min3: l'etnia Min si indicava infatti con il simbolo di un serpente (门 indica parte della pronuncia ma anche, alla lontana, il concetto di casa e famiglia). Quanto a 蛋, oggi indica le uova di uccelli, rettili e insetti. |
| 件                | jian4              | gin6                             | Indica il classificatore per le faccende e i vestiti ed è composto dal radicale della persona 人 con accanto la testa di bue in visione frontale 牛. Indicava il concetto di separare, rappresentato proprio da una persona messa accanto a un bue, forse per rimarcare le differenze morfologiche (come avviene in 他 e 她 con il serpente). Dal concetto di separazione deriva quello di "singola unità" (e.g un capo di abbigliamento). Anticamente la consonante non era palatalizzata. |
| 教                | jiao4              | gaau3                            | Indica il concetto di insegnare ed è la chiave di lettura 孝 xiao4 con accanto il radicale 夊 pu1, cioè il bastone tenuto in mano. Indica quindi un anziano con un bambino piccolo, il suo sottoposto (o forse indica la differenza a livello gerarchico secondo la filosofia confuciana). La chiave di lettura infatti indica la pietà filiale verso i superiori secondo il confucianesimo. In origine al posto dell'anziano c'erano in cima due croci, 爻, tale per cui il carattere era vagamente simile alla 敎, che oggi si può usare come hanja in lingua coreana. Le due croci servono a indicare la pronuncia, simile sia oggi che ancora più simile anticamente (cantonese: ngaau4; hokkien: ngâu). Forse, per la somiglianza con il carattere 學, una terza variazione è 斅, ma 爻 è solo per la pronuncia. Se a tutta questa chiave si aggiunge il bastone in mano a lato, si ottiene il senso di insegnamento impartito, con una lieve sfumatura coatta e/o legata alla gerarchia. Oggi il senso è generico. |
| 室                | shi4               | sat1                             | Indica una stanza (e.g. l'aula e la camera da letto) ed è composto dal radicale del tetto con sotto il pittogramma della freccia rivolta verso il basso mentre colpisce l'obiettivo 至, che è chiave di lettura shi4 e anche il concetto di "arrivare, giungere". In origine indicava la hall, che sostituì il carattere 堂 tang2 (che oggi indica la mensa o la chiesa). |
| 介                | jie4               | gaai3                            | Indica oggi il concetto di presentare ed è il pittogramma in visione frontale di un'armatura montata addosso a una persona rappresentata come 人 circondata da 八 (oggi l'ordine è verticale). L'armatura però non è di scaglie di ferro cucite (e quindi con un'apparenza a lisca di pesce), ma è di strisce di cuoio, che comunque attutiscono i colpi. Una seconda interpretazione, secondo Xu Shen, è che sia 八 con in mezzo una persona 人 per indicare i due fianchi di una persona e il concetto generico per indicare una zona "in mezzo" (quello che solo oggi è 中间 e 之中). In origine, la consonante non era palatalizzata e la pronuncia era simile a 给 "gei", in coreano 개 (indica pure la conchiglia e l'atto di indossare l'armatura). Il pittogramma è presente come chiave di lettura in jia4 价, con il radicale della persona 人 per indicare un acquirente (e dunque il concetto di "prezzo"), ma è fuorviante siccome è solo una semplificazione di 價, in cui di fatto si vede una persona accanto al concetto di acquisto. Anche in questo caso la consonante in origine non era palatalizzata. |
| 绍                | shao4              | siu6                             | Indica il concetto di presentare e la versione tradizionale è 紹: è il radicale della seta 丝 con accanto la chiave di lettura 召 zhao4, che da sola significa oggi "convocare" (召开) e in origine significava "chiamare ad alta voce" (i significati alla lontana sono collegati: semplicemente, si può anche "richiamare" qualcuno con messaggi e non per forza con la voce). La chiave è formata dal coltello 刀 con sotto la bocca spalancata 口. Quanto al carattere 绍, in origine indicava il taglio della seta (nelle ossa oracolari era un uomo con accanto un pendaglio di bozzoli di baco da seta; poi l'uomo è stato sostituito dalla "chiamata ad alta voce" e i due componenti infine si sono invertiti). In origine, secondo Xu Shen, indicava il concetto di tagliare la seta. Anche 断 duan4, che ha il radicale dell'ascia accanto alla seta (oggi falso amico del riso) indicava il concetto di tagliare la seta sempre secondo Xu Shen (oggi indica un generico concetto di interrompere). Quanto alla chiave di lettura, parte del significato originale resta nel carattere 招, a cui si aggiunge il radicale della mano intenta a gesticolare, siccome si usa in 招呼, il saluto, a sua volta un gesticolio. La chiave ritorna pure nel carattere 昭 "luminoso; illustre" e presente nel nome della prima scrittrice cinese donna di epoca Han, 班昭 Ban Zhao, che scrisse un galateo confuciano per donne. Il concetto prima letterale di luminosità viene indicato proprio dal sole, 日, accanto alla chiave che indica il richiamo con la voce di una persona, che qui diventa l'illuminazione con la luce di una persona. Il carattere è molto vicino a 照, che usa tutto questo carattere come chiave di lettura e ha come radicale il fuoco in basso 火, sempre per indicare la luminosità (e oggi il flash della fotografia). Attestato a partire dai vasi in bronzo, la versione originale era simile a 㷖, cioè una stilizzazione poco riconoscibile di una torcia accesa e tenuta in mano, con accanto la chiave di lettura. Una variante attuale che si avvicina a quella arcaica è 炤. Infine la sola chiave di lettura si ritrova pure in 超 chao1 (radicale del cammino 辵), che indica il concetto di sorpassare, a cui la chiave di lettura accenna insieme al radicale: il suono deve attraversare lo spazio e l'aria per raggiungere il destinatario del richiamo e la persona richiamata deve attraversare lo spazio per congiungersi con il richiamante. |
| 近                | jin4               | gan6                             | Indica il concetto di vicinanza (fisica, geografica, temporale) e di avvicinarsi ed è il radicale del cammino 辵 con accanto la chiave di lettura 斤 jin1, cioè il pittogramma dell'ascia e l'unità di misura tradizionale "jin1" (la chiave indica che la consonante in passato non era palatalizzata). La chiave indica l'atto di tagliuzzare i ceppi, accorciandolo e amputandolo un pezzo alla volta, ma questo significato viene collegato alla distanza spaziale. |
| 进                | jin4               | zeon3                            | Indica il concetto di entrare, avanzare (il più antico; ancora presente in 前进) e la versione tradizionale è 進: è il radicale del cammino 辵 (in origine, nelle ossa oracolari, soltanto un piede 止, poi l'incrocio a T 彳) con accanto la chiave di lettura 隹, che sbroglia il significato e sembra accennare alla lontana al concetto di moto, collegato al volo di un uccello con la coda corta. In più l'uccello quando si muove con le zampe, non indietreggia mai, ma si muove sempre e solo in avanti (al massimo si gira su se stesso per tornare indietro). Oggi la chiave è sostituita dal pittogramma del pozzo 井, forse per indicare in modo approssimativo solo la pronuncia (non ha significati legati al pozzo. Per esempio, "prendere l'acqua" si dice 打水). Per rimanere in tema di uccelli con la coda corta, il significato originale dell'uccello resta in parte conservato nel carattere 唯 wei2, che in Wenyan antichissimo si usava anche come verbo essere e avverbio ""soltanto" a causa di un prestito fonetico. Come indica il radicale della bocca sorridente spalancata 口, indica in origine secondo Xu Shen il concetto di rispondere ("诺"), collegato forse al cinguettio. |
| 就                | jiu4               | zau6                             | È un avverbio con numerosi utilizzi in cinese moderno e indica anche il successo in 成就: è il pittogramma della torre di guardia 京, oggi la capitale, con accanto il pittogramma 尤 you1, che indica il concetto di "particolarmente" (尤其, 尤为). In origine, significava "piuttosto alto", poi ha iniziato a significare "avvicinarsi a". Quanto a 尤, è l'ideogramma oggi molto stilizzato di una mano con un trattino orizzontale su un dito. In origine indicava il concetto di "errore, negligenza; peccato, offesa" legato al tratto sulla mano, "un qualcosa che non si deve fare". Il carattere è facilmente confondibile con 尢 wang1, come 大 ma con le gambe storte: è il pittogramma in visione frontale di uno zoppo. Questo carattere poteva essere usato come variante di 尤 a causa della somiglianza estrema (forse il punto in alto non veniva tenuto in considerazione o veniva scambiato per un bastone o altri componenti). |
| 咖                | ka1, ga1           | gaa3                             | Oggi è una sillaba usata in trascrizioni ed è il radicale della bocca spalancata 口 con accanto il carattere 加 jia1 (anticamente non palatalizzato) come chiave di lettura. La chiave, a sua volta è il radicale della forza 力 con sotto (e oggi accanto) la bocca spalancata 口 kou3, che rende la pronuncia antica della consonante. In origine indicava le congratulazioni per un proprio sforzo o lavoro, mentre oggi indica il concetto di "aggiungere". Oggi, tutto il carattere è un fantoccio per indicare la pronuncia di due alimenti: il caffè 咖啡 la1fei1 e il curry 咖喱 ga1li5. Non solo il radicale della bocca va molto d'accordo con il fatto stesso che sono cibi (in altre parole si usa 加 da solo, e.g. Nicaragua 尼加拉瓜), ma "curry" in trascrizione mostra la consonante depalatalizzata. Per rimanere in tema di sillabe usate per trascrivere, la variazione di 咖 è 伽 jia1, usata per esempio in 伽利略 (Galileo): il radicale della bocca spalancata è sostituito con quello della persona, 人. Infine, un terzo carattere in cui compare è 茄 qie2 (anticamente non palatalizzato), che indica il pomodoro, 番茄: il radicale dell'erba indica che è un ortaggio. Questo vocabolo è cantonese, ma è entrato in uso corrente al suo sinonimo, un giro di parole: 西红柿, "il caco rosso dell'Occidente". In origine, 茄 indicava la melanzana. Infine, compare in 嘉, con sopra il tamburo 壴 (in teoria il radicale, ma non è radicale Kangxi) per indicare il concetto di eccellente (e.g. ospite d'onore 嘉宾) e gioioso. Conserva parte del significato di 加 jia1 (anticamente non palatalizzata), cioè lodare per un buon lavoro. |
| 啡                | fei1               | fe1                              | Come per 咖 e 伽, anche questa è una sillaba usata nelle trascrizioni (per la precisione, le due parole straniere in cui si trova sono 咖啡 caffè e derivati e 吗啡 morfina): ha pure lui il radicale della bocca spalancata 口 con accanto il componente 非 fei1 come chiave di lettura, che era il pittogramma di due ali di uccello mentre vola. Nei dialetti Min orientali (Mindong 闽东) e in alcuni dialetti Hakka indica il concetto di sputare come alternativa di 吐 tu4 (e pei1 呸 nei Minnan). In origine, significava "sputare". 吐 indica abbastanza bene il concetto siccome è una bocca spalancata 口 e la chiave di lettura della terra 土, che indica come lo sputo parte dalla bocca e caschi sul suolo. 呸 invece ha la bocca spalancata accanto al seme sottoterra da cui si diramano tre radici, collegato a 不, e indica il disgusto e diniego (si usa anche come esclamazione "bah!" nei Minnan), a cui infine si aggiunge il significato di sputare. La stessa chiave di lettura ritorna nel carattere 胚, con il radicale della carne 月, per indicare l'embrione (il significato è ben collegato al seme da cui spuntano le radici). |
| 开                | kai1               | hoi1                             | Come già accennato, è 開 e indica il concetto di aprire: è una porta a due ante con un paio di mani che toglie un chiavistello. |
| 始                | shi3               | ci2                              | Indica il concetto di iniziare ed è il radicale della donna inginocchiata 女 con accanto il componente 台 yi2 (> 怡). Oggi la chiave di lettura 台, pronunciata però tai2, si usa anche come versione semplificata di un altro carattere, 臺 tai2, per esempio usato per indicare 台湾 l'isola di Taiwan, anticamente detta Formosa e in cui si parla il taiwanese, un hokkien (famiglia Minnan) piuttosto conservativo. Per cominciare con 台 come carattere originale, è la grafia attuale di 厶 che sovrasta 㠯, che sarebbe il pittogramma di un rastrello/erpice, oggi 耜 (anche il componente a sinistra è il disegno di un rastrello/erpice). Secondo Xu Shen, invece è un feto 巳 disegnato al rovescio. Comunque è un falso amico di 官 e 呂 o 吕. A prescindere da cosa sia formato, indica il concetto di felicità e un vocabolo raro in cinese classico per dire "io" (si scrive però con il radicale del cuore a lato, 怡 yi2). 始 in origine indicava l'inizio di una gravidanza, un lieto evento, il che è collegabile all'interpretazione di Xu Shen. Quanto al carattere 臺, è una persona in cima 人 (oggi 土) con sotto una torre 高 e una freccia 至. Per parlare del nome di Taiwan, il secondo carattere, 湾 wan1, indica la baia ed è composta dal radicale dell'acqua con accanto 弯 wan1, che indica il concetto di tortuoso (come un arco 弓, il radicale), forse in riferimento alla costa irregolare e alle insenature. Infine, il componente in alto a 弯 compare pure in 变 e 恋 ed è molto fuorviante perché assomiglia molto a 亦 e 赤, ma in realtà è una semplificazione di 龻 luan2, ovvero la seta stavolta in versione raddoppiata 丝 con il mezzo la chiave di lettura della parola 言, che rende parte della pronuncia. Per rimanere infine in tema di feti, un carattere derivato da 㠯 pensato come un feto rovesciato è 以, che ha molti utilizzi grammaticali in cinese classico e moderno (incluso il concetto di "pensare", 以为) ma che in origine indicava il concetto di somiglianza, con un riferimento tra i tratti fisici dei genitori e del neonato o all'azione mentale di sentire in sé la somiglianza di qualcuno con un altro. Due varianti che si avvicinano vagamente al disegno sono 𠙋 e 㕥. Il significato originale resta nel carattere 似, con il radicale della persona 人. Altri caratteri hanno il feto 巳, come 包, ma in 港 gang3 e 巷 xiang3 è un falso amico siccome è una stilizzazione estrema di 邑. Il secondo ideogramma indica un vicolo (共 gong4 indica il fatto che le persone utilizzano in comunione/insieme il vicolo, una parte della città, per camminare). Il primo, in cui compare come chiave di lettura (ma che non ha subito nessuna palatalizzazione), indica il porto, disambiguato dal radicale dei flutti d'acqua: è una parte di una città vicino a una distesa idrica e utilizzata in comune. |
| 考                | kao3               | haau2                            | Come già accennato, è un anziano con sotto una bocca da cui esce uno sbuffo d'aria per indicare la fatica. Era intercambiabile con il pittogramma dell'anziano con il bastone finché non si è diversificato e ha iniziato a indicare gli esami, impegnativi. Una variante è 攷. |
| 试                | shi4               | si3                              | Indica il concetto di tentativo e di esame e la versione tradizionale è 試: è il radicale della parola 言 con accanto la chiave di lettura 式 shi4, che indica l'ufficialità. A sua volta, la chiave è il pittogramma 弋 (radicale Kangxi della balestra con dardi collegati a un filo per essere recuperati, ma il pittogramma anche secondo Xu Shen indica un ceppo diritto e oggi ricurvo con un rametto in cima e un cartello orizzontale per le scritte e indicazioni) con sotto la squadra da carpentiere 工, disegnata sotto il carattere fin dalle prime versioni. La chiave 式, la squadra da carpentiere con un ceppo indica la formula e l'ufficialità e in origine indicava il concetto di "forma", con un riferimento alla lavorazione precisa in carpenteria. Quanto infine a 试, indica l'ufficialità e la formula con le parole, per indicare l'iter di un'azione tentata (e anche l'iter di un esame). Per rimanere in tema di balestre (o ceppi con i cartelli, che si indicano con 杙 yi4, radicale dell'albero), essa compare come chiave di lettura nel carattere 代 dai4, che vuol dire sia "sostituire, rimpiazzare" che "rappresentare" (i due concetti sono blandamente collegati) con l'aggiunta del radicale della persona 人: apparentemente, si sostituisce la persona come un cartello su un ceppo (o i dardi sulla balestra quando si usurano, pure se legati con il filo). Tutto il carattere appare come chiave di lettura in 袋 dai4, che indica il sacco, la borsa (di stoffa ma oggi anche di plastica: 塑料袋) e la tasca. Il riferimento alla stoffa e alla tasca del vestito è dato proprio dal radicale del vestito in basso, 衣. Indica che la borsa e la tasca sostituiscono le mani umane, che altrimenti dovrebbero tenere in mano gli oggetti tutto il tempo. |
| 可                | ke3                | ho2                              | Come già accennato, se non è preso come falso amico in 歌 e 哥, indica il concetto di certezza e in origine indicava il manico in legno di un'ascia, oggi ke1 柯. |
| 以                | yi3                | ji5                              | Già spiegato. |
| 课                | ke4                | fo3                              | Indica il concetto di lezione e la versione tradizionale è 課: è il radicale della parola 言 con accanto la chiave di lettura del pittogramma di albero con i frutti in cima 果. La pronuncia arcaica di 课 è simile a "kua", che a sua volta era la pronuncia arcaica di 果, ragion per cui la pronuncia solo in apparenza è blandamente collegata. Quanto alla composizione, indica che la lezione è un insieme di parole da cui si trae un insegnamento, un frutto. Il significato originario è 考核, cioè esaminare/valutare, con un riferimento alla valutazione orale del risultato/frutto di qualcosa. |
| 快                | kuai4              | faai3                            | Come già accennato, indicava la felicità e oggi in gran parte dei casi indica la velocità: è il radicale del cuore/mente con accanto un arco teso da una mano destra per scagliare frecce. |
| 乐                | le4, yue4          | lok6                             | Indica il concetto di musica e, più avanti, anche di divertimento e ottimismo (e.g.乐观主义, 乐观) e la versione tradizionale è 樂: è la rappresentazione, secondo una prima proposta, di uno strumento musicale a corda come un albero 木 per indicare un treppiede con sopra 丝 per indicare le corde e, in mezzo, 白 aggiunto più avanti per indicare un accordatore. Oggi si riconosce ancora il treppiede in basso con sopra una stilizzazione che fa sembrare il componente in alto una cassa armonica. Secondo un'altra interpretazione risalente a Xu Shen, le parti rotonde non sono i pendagli di bozzoli di baco da seta, ma la pelle di alcuni tamburi messi in verticale: i cerchiolini sembrano dei tamburi, "鼓鞞" come li chiama lui. Quindi tutto il carattere sarebbe il treppiede di un telaio con una pletora di tamburelli montati sopra. Per la precisione, Xu Shen propone che sia 木 affiancato a 虡 ju4 (in passato, non palatalizzato), che indica un treppiede ma per le campane. La variante del carattere, 鐻, disambigua che era un treppiede in metallo. |
| 累                | lei4               | leoi6                            | Indica il concetto di accumulare e, più avanti, di stanchezza e la versione tradizionale è 纍: è l'ideogramma di tre campi inquadrati dall'alto 畾 lei2 con sotto il radicale della seta. Il carattere in alto si usava come alternativa di 雷, che indica il tuono (il carattere è molto simile a 電) e indicava o il tuono o il margine/limite tra campi di grano. Il concetto di accumulare resta nel vocabolo 积累, mentre oggi indica pure la stanchezza, riferita probabilmente al lavoro maschile nei campi e al lavoro femminile di sartoria. Il significato di accumulare si trova pure in un carattere simile, 壘 > 垒 lei3, con chiave di lettura 厽 lei1 e radicale 土 (indicava il concetto di costruire muri usando la terra, impilata manciata dopo manciata. Si pensi per esempio alle case costruite in fango). |
| 离                | li2                | lei4                             | Indica il concetto di distanza, in origine indicava la cattura degli uccelli e dei nomi propri di uccello (come anche Xu Shen sembra indicare) e la versione tradizionale è 離: è l'uccello con la coda corta con accanto il pittogramma di un uccello con sotto un retino per catturarlo, oggi 厶. Oggi si disegna senza 隹 (aggiunta posteriore), ottenendo 离. L'apparenza odierna è fuorviante siccome la parte in alto sembra una fontanella, mentre la parte in basso sembra un radicale Kangxi, 禸. |
| 两                | liang3             | loeng5                           | Come già indicato, 兩 è una coppia di cavalli legati a un carro inquadrati dall'alto: indicava il concetto di coppia e oggi in cinese moderno indica il numero due usato come quantità. |
| 零                | ling2              | ling4                            | Come già accennato, indicava la pioggerella, mentre oggi indica il numero zero: è il radicale della pioggia con sotto la chiave di lettura ling2 令 o forse una riduzione di 泠, un arcaismo per dire "rinfrescante" (ma Xu Shen non ne parla). |
| 路                | lu4                | lou6                             | Indica il concetto di strada (anche in senso astratto) ed è il radicale del piede 足 con a destra il componente 各 ge4. La chiave di lettura 各 si può usare da sola per indicare il concetto di "ciascuno/ognuno/rispettivo" e, anticamente, il quadrato o la casella. Quanto al carattere lu4, la chiave è composta da 夊, fuorviante perché in origine era un piede 止 con sotto la bocca sorridente spalancata 口 per indicare l'ingresso di una caverna. Siccome indicava il concetto molto arcaico di "arrivare", il carattere era l'opposto di 去, "andare" e dalla composizione simile (ma stilizzazione diversa). il concetto arcaico di "arrivare" per indicare il movimento accanto al radicale del piede indica la strada. La chiave di lettura si trova pure nel carattere 格 ge2 con il radicale dell'albero 木: in origine indicava i rami lunghi di un albero, mentre oggi indica la casella/quadrato e il frame/cornice. La chiave si trova pure nel sinogramma 咯 ge1, l'onomatopea che indica il verso dei polli e galline, in compagnia del radicale della bocca spalancata 口. L'onomatopea è simile a quella delle anatre, 嘎 ga1 (la chiave di lettura jia2, in passato non palatalizzata, è un volto stilizzato in modo simile a 百 per rimandare a 首 con sotto un'arma 戈. Indicava un'alabarda, il 戟 ji1, in passato non palatalizzata. Si usava già come prestito onomatopeico). Infine, la chiave è presente pure in 客 ke4, un tetto con sotto ge4 per indicare l'ospite. In realtà la disposizione odierna dei membri nel carattere è fuorviante siccome era 向, una casa con finestra, con dentro 止, un piede, per indicare l'ospite che entra in casa proprio perché ospitato. |
| 旅                | lv3                | leoi5                            | Indica oggi il concetto di viaggiare e turismo e, dal punto di vista della mera composizione, è formato da 㫃 yan3 con accanto 氏 shi4. Il carattere è fuorviante siccome indica un vessillo messo su un palo verticale, oggi 方, che sventola, oggi 人 schiacciato in alto. Accanto al vessillo ci sono due persone in piedi simili a 从, oggi 氏. Indicava un gruppo di 500 soldati. Oggi indica il viaggiare per turismo, forse con un'analogia tra lo spostamento dei soldati e dei viaggiatori. |
| 游                | you2               | jau4                             | Indica il concetto di nuotare (游泳, 游泳馆) ma anche di viaggiare e turismo (forma vocaboli come 旅游 e 导游) e, dal punto di vista della mera composizione, è il radicale dell'acqua (nel carattere prima a sé 遊 è quello del cammino 辵) con accanto 斿, una variante di 㫃 yan3. Precisione, anche in questo caso è un vessillo in piedi che sventola, ma sotto non ci sono soldati ma il pittogramma del bambino in fasce. In origine indicava il vessillo da mettere sull'asta e il bambino indica come sia un oggetto sottile. Nelle versioni nelle ossa oracolari e nei vasi in bronzo non c'era il radicale dell'acqua, che indica i flutti in cui si nuota. Si aggiunse poi il radicale del cammino per indicare il viaggio. Oggi solo il primo carattere è ancora in uso per entrambi i significati. |
| 卖                | mai4               | maai6                            | Come già accennato, indica l'atto di vendere ed è 賣 cioè la rete con le conchiglie usate per comprare un oggetto e 士 come stilizzazione di 出, "uscire a comprare con le conchiglie" o "tirar fuori le conchiglie per comprare", da cui si ricava il fatto che un venditore sta vendendo l'oggetto. |
| 慢                | man4               | maan6                            | Indica il concetto di lentezza ed è il radicale del cuore/mente a lato 心 con la chiave di lettura 曼. La chiave ha un aspetto fuorviante poiché indica il concetto di estendere/aprire attraverso una mano in alto 冃 (indica alla lontana la pronuncia; oggi 日) e una in basso 又 che allargano le palpebre di un occhio 目 ribaltato. Due versioni vagamente simili all'originale sono 㬅 e 縵. Da questa parvenza ha iniziato a indicare il concetto di "lento, pigro", forse in riferimento a qualcuno che deve essere tenuto sveglio con le mani che tengono aperti gli occhi o, molto più probabilmente, per il fatto che un pigro (attitudine mentale) impiega molto tempo per fare qualcosa. La chiave di lettura ritorna nel carattere man4 馒 per indicare un tipo di panino ripieno di carne, il mantou 馒头 se si aggiunge il radicale del cibo 食. Il panino sarebbe nato quando un generale, per attraversare un fiume impetuoso, uccise i cavalli del suo esercito e fece mettere la loro carne in dei panini sacrificali gettati nel fiume. La leggenda vuole che le acque si calmarono, in modo tale da farlo passare. I mantou hanno l'aspetto di un pane rotondo e di colore bianco perché viene cotto al vapore, come molti altri cibi (es. i ravioli cinesi, cioè i jiaozi 饺子, chiamati gyooza in giapponese: da qui si ricava che 饺 non era palatalizzato in passato). |
| 忙                | mang2              | mong4                            | Indica il concetto di essere occupato/preso/affaccendato e di andare di fretta a causa delle faccende ed è il radicale del cuore compresso a lato 心 con accanto la chiave di lettura 亡 wang2, "perire/scomparire", che in Primo Cinese Medio iniziava in *mj-. La consonante nasale bilabiale è preservata nella pronuncia di 忙 (non è l'unico caso). Una versione arcaica e vicina all'ideogramma originale della chiave di lettura è 兦 e una variante arcaica del carattere in esame è 𢗅. La chiave di lettura, poco riconoscibile, è un falcetto con la punta rotta per indicare un oggetto diventato inutile, e dunque un arcaico senso di "inutile". Come prestito fonetico, ha assunto il significato di "non avere", in passato intercambiabile con 无. Oggi si usa per indicare il concetto di morire. In 忙 indica la mente affaccendata con una sfumatura di sofferenza o perdita delle staffe data dalla chiave di lettura. Quanto agli altri usi di 亡, esso compare pure in 忘 wang4 (< *mj-) per indicare la dimenticanza, il "perdere" qualcosa dalla mente, e in 芒 mang2, usato come trascrizione fonetica per indicare il mango 芒果 (in origine 𦬆indicava la punta dei ciuffi d'erba, che sono visibili in alto. 亡 indica la sfumatura di piccolezza o sottigliezza e non sarebbe una falce che taglia: è rotta e inutile. Oggi indica pure la punta di un coltello e il Miscanthus sinensis, 中国芒, detto in giapponese "susuki" e in coreano chameonsae 참억새). 亡 si usa pure per indicare l'irragionevolezza, cioè la perdita (del senno) sopra la testa di una donna: 妄, ovvero l'antico 𡚶 wang4 (< *mj-). |
| 每                | mei3               | mui5                             | Indica oggi il concetto di "tutti/ogni" ed è il ciuffo d'erba 屮, oggi irriconoscibile, con sotto una donna inginocchiata con i seni disegnati in modo evidente e oggi ridotti in 母, che serve a rendere parte della pronuncia. Indicava secondo Xu Shen l'erba che cresceva e, in un secondo momento, ha assunto il significato di lussureggiante. Come prestito fonetico, indica il concetto di "ogni". |
| 妹                | mei4, mei5         | mui6                             | Indica la sorella minore ed è il radicale della donna inginocchiata 女 con accanto la chiave di lettura 未 wei4, che in Primo Cinese Medio iniziava in *mj-. La pronuncia di tutto il carattere dunque riflette quella arcaica. Quanto alla chiave di lettura, indica un albero da cui sono cresciuti dei rami per indicare il concetto arcaico di "lussureggiante". Poi, come prestito fonetico, ha iniziato a indicare l'azione non ancora terminata. In 妹 indica una giovane ragazza, nel fiore della sua età, ma non ancora pronta a sposarsi (se si mette in contrasto nello specifico al carattere 姐). |
| 门                | men2               | mun4                             | Come già accennato, 門 è il pittogramma in visione frontale di una porta a due ante. |
| 条                | tiao4              | tiu4                             | Indica l'articolo in un codice di leggi e si usa anche come classificatore per alcuni oggetti tipicamente piatti, come i pesci e la versione tradizionale è 條, fuorviante a causa della disposizione grafica dei componenti: è la chiave di lettura 攸 you1 (人 + 攴, "distante") con sotto il radicale dell'albero 木 (la persona non è il radicale). In origine, indicava i rami dell'albero, ciò che si allontana a partire da un tronco. La stessa chiave di lettura si ritrova anche in 修 xiu1 e 悠 you1, l'unico carattere a non essere fuorviante. 修 ha come radicale 彡 biao1, la ciocca di capelli, e indica oggi il concetto di aggiustare. Un significato più legato all'aspetto fisico e forse più antico è "decorare". 悠 invece indica il concetto di "distante", ma in passato indicava il concetto di "sentire la mancanza di..." (qualcuno, nel proprio cuore/mente 心, che è il radicale in basso) |
| 男                | nan2               | naam4                            | Indica il maschio e si può anche utilizzare come prefisso per il maschile (ma solo con le persone, con gli animali è 公 gong1 o 雄 xiong2). Il carattere è composto dal campo/risaia inquadrato dall'alto 田 con sotto il radicale della forza 力 per indicare il maschio come colui che si occupa di lavorare nei campi, mentre le donne in passato gestivano il focolare domestico, la crescita dei figli e la sartoria (c'è un apparente accenno nel carattere 累). Anticamente, la sillaba finiva in *-m. |
| 您                | nin2               | nei5                             | È la versione formale di 你 ni3, cioè questo stesso carattere (che riflette una pronuncia antica) con sotto il radicale del cuore/mente 心, per indicare l'attitudine mentale del rispetto. Una variante è 恁, che indica non solo un'antica iniziale *ny- palatale, ma anche una codina nasale *-m. Questo stesso carattere è anche una particella onorifica che si mette dopo i titoli lavorativi o i titoli onorifici in coreano. Quanto all'origine di "nin2" come parola e uso originale, era un antico plurale dato dalla contrazione di due sillabe, 你们 ni3men5 o un altro plurale simile, e quindi corrisponderebbe al dare del "Voi", un plurale maiestatis inventato forse durante la Dinastia Yuan (khanato mongolo). Esisteva pure un pronome di terza persona singolare onorifica e unisex, 怹 tan1, derivato dalla contrazione di 他们 ta1men5 e oggi in disuso. |
| 奶                | nai3, nai5         | naai5                            | Indica il concetto di latte (in origine, il seno) ed è il radicale della donna inginocchiata con accanto la chiave di lettura nai3, cioè il pittogramma della corda piegata e, come prestito fonetico, una particella in cinese classico (si usa pure nella parola 乃至). Come concetto originario, indica una parte del corpo femminile ricurva. Oggi si usa per indicare il latte e alcuni suoi derivati, come lo yogurt 酸奶, il formaggio 奶酪 e la crema al formaggio/la Philadelphia 奶油芝士 (ma non il burro 黄油 e la ricotta 瑞可塔). |
| 女                | nv3                | neoi5                            | Come già accennato, è il pittogramma di una donna inginocchiata e con le braccia conserte e/o le mani nascoste dalle ampie maniche del vestito. Si usa per indicare la donna o facoltativamente il sesso femminile, riferito solo alle persone. |
| 旁                | pang2              | pong4                            | Indica il concetto di "fianco" come punto spaziale e la prima versione era simile a 𣃙: era il piatto (ma senza oggetti dentro) 凡 con sotto il carattere 方, indicante un punto geografico (e cioè con il significato di 地方) e anche la pronuncia, da cui si ricava che 方 aveva un suono bilabiale in Primo Cinese Medio. Indicava il concetto di "tutte le direzioni" e poi di "ampio". Nella versione attuale il piatto è stilizzato come 立, molto fuorviante. Tutto il carattere si usa come chiave di lettura con l'aggiunta del radicale dell'uomo 人, ottenendo bang4 傍. In primis, anche da questo carattere si ricostruisce in modo indiretto una consonante bilabiale in Primo Cinese Medio, lenitasi fin da secoli. Dopodiché, significa "essere vicino a... (anche momenti temporali, e.g. 傍晚)" e lega abbastanza bene la persona con il concetto di direzioni. Un terzo e ultimo carattere in cui può comparire è 螃 pang2, che indica il granchio. Il radicale dell'insetto è fuorviante (a meno che si postulano somiglianze creative con gli aracnidi, 蜘), ma la chiave di lettura insieme al suo nome arcaico, 旁蟹 (> 螃蟹) è un riferimento palese al fatto che il granchio non cammina in avanti o indietro, ma solo in direzione laterale. |
| 边                | bian5, bian5       | bin1                             | Indica il concetto di lato/fianco/bordo e la versione tradizionale è 邊: è il radicale del cammino 辵 con accanto la chiave di lettura 臱 mian2, "guardare da lontano", ovvero il pittogramma in visione frontale del naso 自 con sotto 旁 arcaizzante per indicare il concetto di "direzione/ampio". Oggi tutta la chiave di lettura è sostituita con un fuorviante 力. Comunque, il carattere è dunque il radicale del cammino con un "guardare da lontano" e in origine, secondo Xu Shen, significava 行垂崖, all'incirca "arrivare al limite". |
| 跑                | pao3               | paau2                            | Indica il concetto di correre ed è il radicale del piede 足 con la chiave di lettura 包 bao1, che oggi indica la borsa ed è un feto nella placenta. In passato tutto il carattere indicava le zampe con cui gli animali bipedi e quadrupedi poggiano sul terreno. |
| 步                | bu4                | bou6                             | Come già accennato, sono un piede sotto l'altro per indicare l'atto di camminare (少 è falso amico della sabbia) |
| 便                | bian4, pian2       | bin6                             | Indica il prezzo economico e il concetto di comodità (cioè il significato originale), e.g. 便宜 e 方便) e la versione arcaica è 𠊳: è formato dal carattere della persona in piedi 人 con accanto la chiave di lettura 更, che si spiega come 丙, il pittogramma di un tavolino (o, per Xu Shen, di un paio di spalle) con sotto un bastone tenuto in mano. la chiave di lettura dunque indicava il cambiamento di posizione. |
| 宜                | yi5, yi2           | ji4                              | Il carattere indica il concetto di conveniente/appropriato ed è il radicale del tetto con la chiave di lettura 且, fuorviante perché è un falso amico. Il carattere in origine, nelle ossa oracolari, era il pittogramma di una sorta di scaffale o mobile a due piani con dentro due pezzi di carne sacrificale (era disegnato in modo diverso da 且, che non lascia intravedere le bistecche sacrificate). In alternativa, sono due pezzi di carne sacrificale messi su un piatto inquadrato dall'alto, simile a 凡. Oggi appare stilizzato sotto il radicale del tetto e due versioni arcaiche vicine all'originale sono 𡧧 e 𡨆. Il significato attuale era collegato al significato originale, tale per cui la carne doveva essere buona e quindi adatta al sacrificio. |
| 票                | piao4              | piu3                             | Come già spiegato, indica le lingue di fuoco che guizzano e producono il fumo che si avvolge nell'aria ed è l'oggetto tenuto da due mani sul fuoco in basso; in origine significava "annerire". |
| 妻                | qi1                | cai1                             | Indica la moglie ed è il pittogramma della mano 肀 con sotto la donna inginocchiata 女. La moglie è dunque indicata con una mano che tiene in mano una donna inginocchiata per la coda: mostra in modo evidente che è la moglie. In alternativa, si può interpretare come un gesto abbastanza intimo e riservato al marito. In realtà il gesto è anche simbolico, perché indicava il matrimonio di una donna rapita con il rapitore, cosa che per esempio poteva avvenire in guerra. |
| 床                | chuang2            | cong4                            | Indica il letto e la versione tradizionale è 牀: è la chiave di lettura 爿 pan2 (Amoy hokkien: pêng), il pittogramma di un letto messo in verticale (nella malattia, si stilizza come 病. Assomiglia a 广, ma di fatto è un falso amico) accanto al radicale dell'albero 木 per indicare il legname con cui è costruito il telaio del letto (che in realtà può anche essere in ferro).La versione attuale deriva da una stilizzazione simile a quella del radicale della malattia, 病 (la pronuncia del radicale è chuang1, ne2, ni4), che raffigurava di base anch'esso un letto. |
| 千                | qian1              | cin1                             | Indica oggi il concetto di "mille" ed era il pittogramma di una persona in piedi inquadrata di lato 人 con un trattino orizzontale sulla gamba 一 per indicare il concetto di numero, ovvero il listello di abaco in bambù. 人 è la chiave di lettura siccome in antico cinese le pronunce dei due caratteri erano simili: entrambi avevano un suono nasale non ancora palatale, sonoro in 人 e sordo in 千. Il carattere compare anche come chiave di lettura in 迁 qian2, con il radicale del cammino 辵 per indicare il movimento. Significa "ascendere" e si ritrova nel nome del primo e celebre storiografo cinese vissuto sotto gli Han, Sima Qian 司马迁. Ma la chiave di lettura deriva dalla semplificazione: il carattere tradizionale è 遷 e il componente interno inseparabile era il pittogramma di un nido di uccello inquadrato dall'alto 田 con due mani sopra e due sotto che lo reggono (poi soltanto due mani sotto, 八). In basso, si è poi aggiunto 邑 per indicare la città. Ha assunto poi anche il significato "traslocare in un'altra città" e quest'ultimo membro, insieme alla metaforizzazione del nido come "nido familiare" indica molto bene questo concetto. |
| 铅                | qiang1             | jyun4                            | Indica il piombo e la versione tradizionale è 鉛, ovvero il radicale del metallo 金 con accanto la chiave di lettura 㕣 yan3, che indicava un acquitrino in mezzo o ai piedi di una collina o montagna. Indica dunque che il piombo è "soffice" in riferimento alla grafite, che è friabile e si credeva contenesse il piombo (veniva anche chiamata "piombo nero"). La chiave di lettura dell'acquitrino di montagna si ritrova pure in 船 chuan2 siccome in cima ha due flutti d'acqua 八 che scorrono verso una fossa 口. |
| 笔                | bi3                | bat1                             | Come già accennato, è il radicale del bambù sotto il pittogramma di un pelo (e in passato una mano che regge un pennello in verticale) e indicava il concetto di scrivere; oggi indica il pennello e la penna. Anticamente finiva in *-t. |
| 晴                | qing2              | cing4                            | Indica il concetto di "sereno" riferito al meteo ed è il radicale del sole 日 accanto alla chiave di lettura 青 qing1. La primissima versione era la mezzaluna 夕 accanto a una piantina 生, tale per cui era simile a 夝. In origine indicava la luna che appare. Oggi, con le modifiche, indica il tempo sereno, cioè un sole splendente accanto al concetto di blu cielo. |
| 让                | rang4              | joeng6                           | Indica il concetto di "far fare" e, anticamente, di assegnare cariche (让给...) e "rimproverare" e la versione tradizionale è 讓: è il radicale della parola 言 con accanto la chiave di lettura per la sola pronuncia 襄 xiang1, che significa "alto" qui riferito alla voce mentre si rimprovera qualcuno ed è il pittogramma molto complesso di un sacco legato in alto e in basso con degli oggetti dentro (oggi assomiglia 衣, scollato e aperto in due ma ben riconoscibile se si guarda attentamente il carattere, con gli oggetti in mezzo 𤕦). Un carattere simile è 囊 nang2, che indica sempre il sacco/borsa. Se alla chiave di lettura si aggiunge il radicale della terra 土, si indica un carattere per indicare il terreno, 壤 (土壤), e per scrivere con gli hanja la capitale della Corea del Nord, Pyeongyang 平壤 (in coreano, *ny- dal Primo Cinese Medio è stato riadattato come */z/- avente una sua lettera nell'hangeul, poi caduta in disuso). |
| 日                | ri4                | jat6                             | Come già accennato, è il pittogramma di un sole rotondo, oggi squadrato, con un punto in mezzo, poi assottigliato in una linea orizzontale per indicare i raggi, la luminescenza o forse per differenziarlo da altri caratteri come 口 e la primissima versione di 丁 (variante arcaica 𠆤), in cui la testa del chiodo era tondeggiante (si ricorda che 丁 è il pittogramma di un chiodo, che in passato aveva la testa molto evidente; come "testa" compare in 顶 ding3 come chiave di lettura che sbroglia pure il significato, siccome oggi indica la cima/punta e il capo/capite). 日 iniziava con la consonante nasale palatale *ny- e finiva in *-t. |
| 班                | ban1               | baan1                            | Indica il concetto di classe/categoria ed è composto dal carattere 玨 jue2 (in passato non palatalizzato) con in mezzo la stilizzazione di un coltello 刀, una stilizzazione sinuosa se confrontata con 刂. Quindi, la versione originale era 𤤻 e indicava il concetto di tagliare la giada. Oggi indica la classe/categoria a partire dal concetto intermedio di "separare". |
| 身                | shen1              | san1                             | Come già accennato, è il pittogramma di una donna incinta, che oggi in generale indica il corpo. |
| 体                | ti3                | tai2                             | Indica il concetto di corpo (anche come concetto generico) e la variante tradizionale è 體: è il pittogramma di un cumulo di resti umani 骨 simile a 𠛰 e 過 o 𨒵 (radicale Kangxi dello scheletro; l'aggiunta della carne 月 è posteriore) con accanto la chiave di lettura 豊 li3, dall'aspetto fuorviante (vedi avanti) e che è la versione arcaica dell'ideogramma che indica il regalo 禮, a cui si aggiunge il radicale dell'altare sacrificale (indicava il concetto di fare rituali e cerimonie su un altare sacrificale). La chiave di lettura è 玨 jue2 (due pezzi di spago con legati i pezzi di giada) con 壴 stilizzato come 豆 (ma Xu Shen, forse per errore, non nota 壴). Dunque è uno scheletro con della giada su un tamburo per indicare i rituali sacrificali. Di base indica parte della pronuncia, ma siccome la chiave mostra dell'attrezzatura per un rituale (spaghi con giada e un tamburo cerimoniale), può indicare che il corpo è ciò che è attrezzato con tutto ciò che serve per vivere, cioè un insieme di apparati e sistemi in anatomia. Delle varianti, che in questo carattere sono numerose, non hanno il radicale dello scheletro ma quello del corpo: 軆. Due versioni intermedie hanno il radicale del corpo e scheletro ma sono giù semplificate nel componente a destra: 躰 骵. La versione attuale è la più laconica e spartana, cioè la persona 人 con accanto il l'ideogramma della radice 本. La chiave di lettura non è 豐 feng1, pittogramma poi diventato 丰 e in passato scambiato con 豊 li3: indica il concetto di ricchezza e abbondanza con delle spighe 丰丰 in un vaso sacrificale 屮 (poi 山, scollato) con sostegno 豆 (il pittogramma, se visto nel suo insieme, è molto chiaro; se si guarda pezzo per pezzo, è in parte fuorviante). |
| 病                | bing4              | beng6                            | Indica il concetto di malattia ed è il radicale della malattia (l'aspetto originale era simile a un letto con una persona sdraiata sopra in preda alla malattia) con sotto la chiave di lettura 丙 bing3, il radicale della malattia (un letto con una persona sdraiata sopra, oggi messo in verticale) con il pittogramma in visione frontale di una coda di pesce bing3 indicante la pronuncia (dopo 甲 e 乙, 丙 indica pure la terza posizione nella lingua scritta formale, cioè 第三, appena prima di 丁 ding1, il pittogramma del chiodo con la capocchia e il corpo. Come prestito fonetico, è pure il terzo Tronco Celeste. I Tronchi Celesti sono perfettamente sovrapposti alla numerazione ordinale formale: i primi cinque, solitamente i più usati, sono 甲、乙、丙、丁、戊 wu4 [< *mj-] da non confondere con 戉 anche se entrambe sono delle asce messe in piedi. La prima si usa in 越, mentre la seconda in 威). 丙 è una coda di pesce secondo lo Erya ma, secondo Xu Shen, è un paio di spalle. La terza è che sia un piedistallo o tavolino inquadrato frontalmente. L'origine è dunque controversa. Si ritrova come chiave di lettura in 柄 bing3, con il radicale del legno 木, per indicare il manico in legno di un attrezzo. |
| 间                | jian1              | gaan1                            | Indica il concetto di intervallo temporale o spaziale e la versione tradizionale è 間: è il radicale della porta a due battenti 門, oggi semplificata in 门, con dentro il pittogramma del sole 日. Ma in origine era la luna sopra la porta e poi in mezzo alla porta, tale per cui una versione arcaica è 閒. In origine indicava la luce che passava dagli interstizi. Il carattere era intercambiabile per confusione con 閑, oggi 闲 xian2 (in passato non palatalizzato), indicante il tempo libero e il fatto di essere libero/non occupato. In origine indicava il chiavistello in legno di una porta a due battenti, il che rende tutto il carattere immediatamente comprensibile. La confusione con 閒 forse deriva dal concetto di tempo libero come "interstizio di tempo tra un impegno e l'altro". |
| 事                | shi4               | si6                              | Indica il concetto di faccenda ed è formato da un bastone biforcuto (simile a quello della fionda) disegnato come una Y, poi divenuta 屮 e infine 十, tenuto in una mano 彐 (la sua struttura è analoga a 攴). Secondo un'altra interpretazione vicina, è una bandiera 中 con decorazione in cima. Quindi indicava il concetto di fare il proprio dovere (se è un bastone, la sfumatura era quella di andare a caccia con un bastone da caccia, con cui si colpivano le prede). Straordinariamente, anche 单 dan1, chan2, shan4 (< 單) indica un bastone simile: per la precisione, è un'arma da guerra primordiale inquadrata frontalmente che consiste in un bastone biforcuto con due pietre 吅 legate in alto. L'aggiunta di 田 è successiva e indica forse una rilegatura tra l'impugnatura e la biforcazione. Non a caso, quest'arma forma il carattere della guerra: 戰 zhan4, che oggi si semplifica in 战: era il bastone da guerra (pronunciato forse come dan1 o chan2) con accanto una lancia in verticale, 戈. Il carattere 占 zhan4 oggi indica la sola pronuncia, a meno che si collega la guerra a una divinazione fatta con le scapole di bue e i gusci di tartaruga o al concetto di occupare terreno col sangue e col ferro, facendosi cioè strada con le armi. Oggi 单 indica, forse come prestito fonetico, il concetto di "singolo" e di "unità", mentre secondo Xu Shen significa "grande". |
| 情                | qing2              | cing4                            | Indica il concetto di sentimento ed è il radicale del cuore/mente compresso a lato 心 con accanto la chiave di lettura 青. Quest'ultima si lega alla sfera emotiva indicata dalla mente siccome indica parecchi colori, intendibili qui come il colore del viso di qualcuno, la "cera" di qualcuno, collegati alle emozioni (es. il rossore per la vergogna, risate fragorose o rabbia, il pallore per la paura ecc.). |
| 表                | biao3              | biu2                             | Indica il concetto di superficie e oggi vi converge pure quello di "orologio, quadrante", in passato indicato con un diverso carattere, 錶, disambiguato dal radicale del metallo 金. Il carattere assomiglia vagamente a 衣, il vestito, e a 求, una pelliccia, siccome anche 表 è il pittogramma in visione frontale di un vestito. In mezzo viene però aggiunta una piantina simile a 禾 per indicare le fibre di canapa intrecciate. Siccome il vestito è qualcosa che si indossa in superficie del corpo ed è esso stesso una superficie sulla propria pelle, è già in partenza blandamente collegato al significato odierno. La differenza con il carattere 錶, che aveva il vestito di fibre intrecciate come chiave di lettura, si è poi persa. La chiave di lettura è presente pure in un altro carattere per indicare la prostituta, 婊 biao3, avente il radicale della donna 女: la "superficie" indica forse il fatto che con la prostituta non si hanno rapporti duraturi e profondi come quelli che si hanno con la coniuge. 娼 è il secondo carattere già trattato per indicarla. Il terzo è 妓 ji1 (in passato non palatalizzato), cioè la donna inginocchiata con accanto un sottile ramo tenuto in mano 支 (anche in questo secondo caso indicava la cantante professionista e il portamento che teneva mentre cantava insieme alla sofisticatezza dell'arte praticata). Per rimanere in tema di intrattenitrici, la geisha si indica con i kanji 芸者 (la /g/- iniziale accomoda una *ng- in Primo Cinese Medio), mentre l'apprendista geisha, la maiko, si indica con 舞妓. In Corea, il quasi equivalente della geisha era la gisaeng, 기생 妓生, nate durante i Goryeo. Di basen né le geishe né le gisaeng erano prostitute. |
| 手                | shou3              | sau2                             | Come già accennato, è il pittogramma in visione frontale di una mano con il palmo e le dita, oggi tratti orizzontali. |
| 话                | hua4               | waa6                             | Già spiegato. |
| 送                | song4              | sung3                            | Indica il concetto di regalare e accompagnare qualcuno e la versione arcaica e vicina all'originale è 䢠: è il radicale del cammino 辵 (in passato, l'incrocio a T, 彳) con accanto la chiave di lettura 灷 zhuan4, cioè 火 + 廾 (il piede 止 era scritto sotto 灷, poi si è spostata a fianco diventando il radicale moderno), una fiaccola accesa e tenuta in un paio di mani giunte. In origine secondo Xu Shen indicava il concetto di "prezioso" e in più interpreta la chiave di lettura come una contrazione di 㑞, oggi 媵 ying4 (朕 zhen4 < *-m, anticamente una barca mossa da delle mani e poi il pronome personale umile "io" + radicale della donna 女), un carattere arcaico che indica una serva che accompagnava la sposa nella sua nuova casa, il che collega il significato attuale di "accompagnare" a quello antico. "Regalare" invece si può collegare al significato di "prezioso" e a un blando concetto di fondo di amicizia. Oggi la chiave di lettura viene stilizzata come 关, in cui la fiammella e le mani sono in parte riconoscibili, ma di fatto la stilizzazione è fuorviante. |
| 虽                | sui1               | seoi1                            | Indica già dal cinese classico la congiunzione "sebbene, anche se" e la versione tradizionale, attestata a partire dai vasi in bronzo Shang e Zhou, è 雖, ovvero 虽 con accanto l'uccello dalla coda corta 隹 (o, secondo Xu Shen, una contrazione di 唯 wei2, sempre per la pronuncia), oggi sparito e usato solo per indicare la pronuncia. 虽 è il pittogramma inquadrato dall'alto di una grossa lucertola (in cima si vede la testa, in mezzo il corpo, in fondo la coda ricurva e oggi squadrata). Una variante arcaica vicina all'ideogramma originale è 𨿽. "Lucertola" si dice 蜥蜴 ed è il nome stesso fornito da Xu Shen per descrivere il significato arcaico del carattere: "sembra una lucertola, ma grossa" ("似蜥蜴而大。从虫唯聲。息遺切"). |
| 然                | ran2               | jin4                             | Indicava il concetto di cuocere la carne di cane, mentre oggi come prestito fonetico si usa in particolare per formare gli aggettivi. In alto contiene l'ideogramma 肰 ran2, la chiave di lettura che indica sia la pronuncia che il significato siccome indica la carne del cane. In basso si trova il fuoco 火 stilizzato per indicare la cottura. Una versione arcaica e vicina all'originale del sinogramma è 𤉷. Tutto il carattere si usa come chiave di lettura nel carattere 燃 ran2, "cuocere", a cui si aggiunge un'altra volta il fuoco 火 sempre come radicale (a lato, siccome lo slot in basso è già stato occupato). Questo carattere conserva dunque parte del significato originale. |
| 但                | dan4               | daan6                            | Indica la congiunzione avversativa "ma/però" ed è composto dal radicale della persona 人 con accanto la chiave di lettura 旦 dan4, cioè il sole 日 che sorge dall'orizzonte 一, raffigurato da un tratto orizzontale. Il significato come congiunzione avversativa deriva da un prestito fonetico e in origine forse indicava l'atto di svegliarsi e alzarsi. Quanto a 旦, in origine al posto del tratto orizzontale aveva una forma rotonda con il sole molto vicino ad essa per indicare che stava sorgendo, quindi in origine non indicava l'alba o il primo giorno di un mese lunare ma l'assenza di luce. Il carattere si trova in 胆 dan1 (< *-m), la cistifellea (e oggi, in senso lato, il coraggio), ma è semplificazione di 膽, in cui 詹 zhan1 indica la pronuncia (< *-m). |
| 它                | ta1                | taa1                             | È il pronome usato con gli animali, gli oggetti e i concetti astratti ed è composto dal radicale del tetto con sotto il componente 匕 bi3, un falso amico fuorviante siccome in realtà tutto il carattere rappresentava un serpente con la coda sinuosa inquadrato dall'alto (il punto in alto sarebbe la lingua) e il significato odierno deriva da un prestito fonetico. Il significato arcaico resta nel carattere 蛇 she2, che indica il serpente tramite il radicale dell'insetto 虫, che indica pure i rettili: si pensi per esempio alla lucertola, abbozzata come 虽 e molto simile all'insetto. Il serpente, stilizzato in modo vagamente simile, appare pure in 他 e 她. |
| 踢                | ti1                | tek3                             | Indica il concetto di calciare ed è il radicale del piede 足 accanto alla chiave di lettura 易 (< *-k) che rende l'antico stop senza rilascio udibile di suono. La chiave di lettura è il disegno di una lucertola, di cui si riconosce la testa in alto e le zampette con una codina sinuosa in basso. Come prestito, ha iniziato a significare "cambiare" come prestito fonetico (a meno che si immagina che non sia una lucertola ma un camaleonte, ma Xu Shen parla solo di 蜥[蜴] e 蝘蜓, lucertola e geco) e "dare a un inferiore", che oggi si scrive 赐 ci4, si4 (aggiunta del radicale della conchiglia 贝 per indicare qualcosa di prezioso). Da questa chiave di lettura, se si aggiunge il radicale del piede 足 si ottiene il concetto di calciare, con riferimento al fatto che un oggetto calciato cambia la posizione. Anche 踢 finiva in *-k. |
| 足                | zu2                | zuk1                             | Come già accennato, è il pittogramma di un piede 止 ma che si spinge a raffigurare tutta la gamba fino al ginocchio rotondo in alto, oggi squadrato. Anticamente finiva in *-k. |
| 题                | ti2                | tai4                             | Indica il concetto di domanda e topic e la versione tradizionale è 題: è la chiave di lettura del verbo essere/antica deissi 是 shi4 (la pronuncia antica aveva un suono palatale ed era vagamente simile a "ti2") accanto al radicale della foglia/faccia 页. In origine, tutto il carattere indicava la fronte (oggi 额头, con la conservazione del radicale 页 accanto a 客 ek4, in origine ridotto solo a 各, come chiave di lettura). |
| 跳                | tiao4              | tiu3                             | Indica il concetto di saltare ed è il radicale del piede 足 accanto alla chiave di lettura 兆 zhao4, che è il pittogramma di quattro screpolature quasi verticali (e oggi stilizzate) sulle ossa oracolari (e quindi è simile a卜) e indica, per vicinanza di senso, il "presagio". La chiave di lettura forse è una contrazione di 逃, che indica anche il concetto di scappare e evadere e quindi blandamente collegato al salto, cioè l'atto di separare i piedi 足 dal terreno. |
| 舞                | wu3                | mou5                             | Come già accennato, è una donna che balla una danza rituale inquadrata di fronte con due rami in mano, in origine 無 (< *mj-). In basso successivamente sono stati aggiunti anche due piedi, 舛 chuan3. 無 è stato poi utilizzato per assonanza di pronuncia per indicare il concetto di "non avere", a volte intercambiabile con 无 e 毋. Oggi 無 non si usa più siccome si usa 无, che viene presentato come semplificazione di 無 siccome è uno schizzo della primissima versione della donna che balla. Non è la prima volta che in un carattere compaiono due piedi, 舛: compaiono pure in 步 e come chiave di lettura 夅 (㐄 kua4) nel carattere 降 jiang4, scendere/precipitare. 舛 compare anche in molti altri ideogrammi oltre a quello della danza: compare in 桀 Jie2 (< *non palatalizzato), l'ultimo sovrano della Dinastia Xia, deposto perché lascivo e depravato; 粦 lin2 (variante 㷠 descritta da Xu Shen) per esempio indica i fuochi fatui, cioè delle fiammelle blu che spuntano nelle serate estive dagli stagni e paludi per l'autocombustione dei gas e che potevano essere interpretate come spiriti: in alto si vede 米, cioè la stilizzazione abbastanza fuorviante di una persona 大 circondata da quattro fuochi fatui; sotto sono stati poi aggiunti i piedi. Oggi i fuochi fatui si indicano con 燐 lin2, a cui si aggiunge il radicale del fuoco 火. Si ritrovano pure come chiave di lettura in 磷 lin2, che indica i frammenti di pietra e il fosforo. Si ritrovano pure in 鳞 lin2, cioè le squame del pesce (indicate proprio dal radicale del pesce 鱼 accanto a una contrazione di 磷 per indicare dei "piccoli frammenti"). Una variante di questa chiave di lettura, che contiene questa stilizzazione dei piedi, è 舜 Shun4, che è il nome di un sovrano, il predecessore di Yu il Grande, il fondatore della Dinastia Xia. Il carattere 舜 indica sia un nome, sia l'ibisco cinese ed è fuorviante perché la versione originale è 䑞: è una scatola 匚 con due fuochi dentro 炎 e un paio di piedi sotto. la parte in alto indicava la forma dei fiori di loto, mentre i piedi indicano le foglie che crescendo si intrecciano tra loro 蔓延 e poi con 目 瞬 shun4 sbattere le palpebre. 一瞬 in un instante, in un batter d'occhio |
| 外                | wai4               | ngoi6                            | Indica il concetto di "fuori; eccezione, eccetto" ed è composto dalla chiave di lettura 月 yue4 che rende in modo vago la pronuncia (ma in Primo Cinese Medio entrambi iniziavano in *ng-) ed è anche fuorviante perché oggi appare come 夕 xi1, accanto al radicale della divinazione 卜, cioè la screpolatura sul guscio di tartaruga. Il concetto di eccezione deriva dal fatto che si mostra una divinazione che avviene di notte, siccome di solito avvenivano di giorno. |
| 完                | wan2               | jyun4                            | Come già accennato, indica il concetto di "completamente, interamente" ed è una persona raffigurata in modo enfatico dalla testa ai piedi sotto un tetto per indicare un edificio. |
| 玩                | wan2               | wun6                             | Indica il concetto di divertirsi ed è il radicale della giada/sovrano con accanto 元 yuan2, che indica la pronuncia, ma di fatto questa versione è l'alternativa della versione originale del carattere, 翫, ovvero la medesima chiave di lettura con accanto 習, il concetto di imparare (a volare), oggi 习 (studiare). In origine, indicava il concetto di trastullarsi con, giocherellare con [anche incasinando l'oggetto o creando scompiglio] (oggi 弄 nong4, carattere simile, cioè un pendaglio con la giada 王 con sotto due mani che lo toccano 廾). 翫 in più significava "essere improduttivo" e "diminuire in intensità". 翫 è stato riciclato nella versione attuale 玩 come contrazione. |
| 晚                | wan3               | maan5                            | Indica il concetto di sera/tardi ed è il radicale del sole 日 accanto alla chiave di lettura 免 mian3, che indica che il carattere iniziava con *mj- in Primo Cinese Medio. La chiave è il pittogramma di un uomo inquadrato lateralmente 人 (oggi 儿, in piedi ma in alcune versioni inginocchiato) con un copricapo cerimoniale o corona in testa (sono facilmente riconoscibili nelle illustrazioni antiche siccome sono tipicamente rettangolari in cima, con la punta, il laccio e numerosi pendagli decorati montati sul lato anteriore e posteriore che coprono gran parte del viso). In origine, il copricapo era rotondo e con una punta, oggi è squadrato e la punta si è modificata in un coltello, fuorviante. In origine indicava il cappello, mentre oggi come prestito indica il concetto di evitare. Il significato originale resta nel carattere 冕 mian3, in cui si riconosce il pittogramma di un cappello in alto. Quanto a 晚 wan3, è il sole con accanto un copricapo cerimoniale o corona in testa a un uomo. In origine indicava al sera che si avvicinava (resta in 傍晚). Oggi indica la sera, la conclusione di qualcosa (e.g. 晚年) o "tardi" come concetto astratto (e.g. "Troppo tardi!" 太晚了！). È anche il classificatori per le notti, e.g. quando si dorme in albergo. |
| 往                | wang3              | wong5                            | Indica il concetto di movimento e di passato ed è il radicale dell'incrocio a T, 彳, accanto al pittogramma della fiammella su 主, falso amico: in origine, nelle ossa oracolari, si nota un piede 止 sulla testa di una persona sul terreno simile a 太, poi modificatasi in 王 wang2 per la pronuncia. In alto, il piede è ancora indicato da un punto in alto, ma la versione arcaica della chiave lo indica meglio: 㞷. una variante arcaica lontanamente simile al carattere originale è 𢓸. In origine significava proprio "andare". Oggi indica pure il passato e la preposizione a/verso +moto a luogo. |
| 为                | wei4, wei2         | wai6, wai4                       | Indica il concetto di agire, oggi indica spesso la preposizione "per/a favore di..." e la versione tradizionale è 爲: è l'ideogramma di una mano (oggi stilizzata come un artiglio 爪, come anche in 采) accanto a un elefante (oggi è messa sopra) per guidarlo durante dei lavori. L'elefante era messo in piedi e inquadrato di lato. Il significato odierno deriva da un prestito fonetico. L'elefante come pittogramma si disegna 象 xiang4 e, come prestito fonetico, indica anche il concetto di somiglianza. Anticamente, indicava il concetto di "fare". Un carattere che si può usare non obbligatoriamente per indicare questo secondo significato è 像,a cui si aggiunge il radicale della persona 人 per disambiguare. |
| 问                | wen4               | man6                             | Indica il concetto di domandare e la versione tradizionale è 問: è il radicale della porta a due battenti 門 men2, oggi 门, con una bocca spalancata all'interno 口. In origine la sillaba iniziava in *mj-, come indica anche la porta (che di fatto indica la pronuncia e non è il radicale). In origine aveva la sfumatura di chiedere a qualcuno mentre si è posizionati davanti alla porta aperta. |
| 希                | xi1                | hei1                             | Indica il concetto di sperare/desiderare e la versione originale e arcaica è 𢁫: sono due cuciture 爻 con sotto un fazzoletto di stoffa appeso 巾. In passato indicava un tipo di tessuto fatto di fibre di lino o canapa blandamente intrecciate (麻布), mentre oggi indica il concetto di speranza. La stoffa invece è oggi resa come 布 bu4, il pittogramma di una mano sinistra con sotto un fazzoletto di stoffa 巾. Come chiave di lettura, si trova in 怖 bu4, che indica il concetto di terrore (il cuore/mente accanto al tessuto intrecciato in modo grossolano "xi1", con riferimento al fatto che la paura avvolge la mente). Si trova pure in 稀 xi1, che indica il concetto di sottile, diluito e soprattutto di rarità, antonimo di 稠 chou2: la sfumatura antica è di riferimento ai virgulti di cereale. 希 in passato non aveva la consonante palatalizzata. |
| 望                | wang4              | mong6                            | Indica il concetto di speranza (e.g. 希望) e una sua variante arcaica più vicina all'originale è 朢: è un uomo 人 con un occhio scritto come 臣 che fissa la luna 月, aggiunta successivamente. Il corpo dell'uomo si è poi spostato sotto al carattere, diventando 𡈼 (in isolamento, ting1 comunque indica un uomo in piedi sul suolo) e poi appiattendosi in un fuorviante 王. L'occhio enorme, fondamentale per capire il significato, è stato sostituito da 亡, fuorviante ma utile per rappresentare la pronuncia antica siccome rimarca la presenta di *mj- in Primo Cinese Medio. Una seconda variante arcaica, abbastanza vicina all'ideogramma originale, è 𥩿. In origine, indicava il concetto di guardare lontano (la luna indica bene un punto lontano in cielo). |
| 瓜                | gua1               | gwaa1                            | Indica il concetto di cucurbitacea se usato come radicale (e infatti è un radicale Kangxi) ed è il pittogramma in visione frontale di un'anguria 厶 cresciuta e appesa fra due rami cascanti 几. Dalle pronunce sino-xeniche si ricostruisce la presenza del dittongo /wa/, che in giapponese è caduto in ogni sillaba insieme ad altri dittonghi ricostruibili o recuperabili dalle pronunce go-on arcaiche: da /ga/ si ricostruisce/recupera /gwa/. |
| 洗                | xi3                | sai2                             | Come già accennato, indica il concetto di lavare ed è il radicale dell'acqua con accanto l'atto di avanzare: in passato significava "lavarsi i piedi". |
| 笑                | xiao4              | siu3                             | Indica il concetto di risata ed è composto dal radicale del bambù 竹 con sotto la chiave di lettura 夭 yao1, che indica una persona ricurva (indicata dal pittogramma di un uomo in visione frontale 大 con un avambraccio alzato e l'altro abbassato). Indica il rumore delle canne di bambù che oscillano nel vento, provocando un rumore associato a quello di una persona ricurva e in moto esattamente come le canne: è una risata fragorosa. Il carattere ha una variante, 咲, composta dal radicale della bocca sorridente spalancata 口 accanto a 关 guan1. In giapponese tuttavia indica il concetto di sbocciare, indicato dalla bocca che si apre accanto al carattere che sembra indicare un'originaria chiusura (dunque, se si riferisce invece alla risata, dovrebbe indicare lo scoppio della risata). |
| 新                | xin1               | san1                             | Indica il concetto di nuovo/novità ed è composto dalla chiave di lettura 亲 come variazione di 辛 xin1 con accanto il radicale dell'ascia 斤 jin1. Una variante arcaica è più vicina all'originale è dunque 𤗔. È dunque una pianta di nocciolo con accanto l'ascia, per indicare il legno tagliato. Il significato originale resta in parte nel carattere 薪 xin1, che indicava la legna da ardere e oggi indica lo stipendio come vocabolo colloquiale (薪水). In questo carattere, 辛 è un falso amico siccome è il pittogramma di un coltello usato per marchiare i prigionieri (per esempio, ai prigionieri di guerra si poteva tagliare un orecchio. Si pensi poi alle Cinque Punizioni). Per la precisione, in alto si vede l'impugnatura e in basso la lama. Una variante del carattere è 𨐌. Oggi indica il concetto di sofferenza e, come prestito fonetico, è anche uno dei Tronchi Celesti. |
| 姓                | xing4              | sing3                            | Indica il concetto di cognome ed è il radicale della donna inginocchiata 女 con accanto la chiave di lettura 生 sheng1. Anticamente, i due componenti erano invertiti, quindi il carattere era vicino a 𤯕. In origine, il significato era simile, siccome indicava il nome del clan, cioè "le persone con cui le donne vivono", con un riferimento alla discendenza matrilineare (anche se la società confuciana era patriarcale). |
| 休                | xiu1               | jau1                             | Indica il concetto di riposare/rilassarsi ed è il radicale di una persona piegata (e oggi in piedi) 人 accanto a un albero 木, per indicare che è seduta sotto l'albero a riposarsi. I caratteri 休 e 体 non vanno confusi. |
| 息                | xi1, xi5           | sik1                             | Indica il concetto di respirare ed è la chiave di lettura del naso 自 zi4, che indica anche la pronuncia, con sotto il radicale del cuore/mente 心, forse per indicare la sfumatura di soffio vitale e di vita. Anticamente finiva in *-k. |
| 雪                | xue3               | syut3                            | Come già accennato, indica la neve ed è il radicale della pioggia con sotto una scopa (oggi sparita) tenuta in una mano, che indica che la neve si può raccogliere a colpi di scopa. |
| 颜                | yan2               | ngaan4                           | Indica il concetto di colore e la versione tradizionale è 顏: è la chiave di lettura 彦 yan4, anticamente 彥 (< *ng-), accanto al radicale del viso 页. La chiave di lettura è la raffigurazione di 文, la letteratura, con sotto un dirupo (han3, yan1, indicante parte della pronuncia) e 弓, un arco, poi stilizzato come una ciocca di capelli. Questa chiave di lettura yan2, insieme al radicale del viso, indicava il colorito della faccia di qualcuno, la "cera" di qualcuno. Oggi indica il colore. 彦 yan2 si poteva usare da solo e indicava il concetto di "elegante", con una sfumatura di riferimento ai componimenti letterari e all'aspetto fisico. 颜 anticamente iniziava con il suono nasale velare *ng-. |
| 色                | se4                | sik1                             | Indica il concetto di colore ed è il pittogramma di un coltello con accanto (e poi in basso) una persona inginocchiata e inquadrata di lato, altro falso amico di 巴 (il che rende il carattere in parte fuorviante). In passato indicava il colorito della faccia di una persona, la "cera" di qualcuno, mentre ancora prima indicava il concetto di tagliare la seta. Ciò si noterebbe pure dal carattere 绝 (<絕) jue2, avente la stessa chiave di lettura e il radicale della seta, tale per cui questo radicale sarebbe un'aggiunta posteriore. I significati posteriori allora sarebbero il frutto di prestiti fonetici. 绝 finiva in *-t, mentre 色 finiva in *-k. |
| 眼                | yan3               | ngaan5                           | Indica l'occhio (目 oggi non si usa da per indicarlo) ed è composto dal radicale dell'occhio 目 accanto alla chiave di lettura 艮 per rimarcare l'occhio, siccome è un occhio che si gira a guardare dietro di sé. Anticamente iniziava con il suono nasale *ng-. |
| 睛                | jing5, jing1       | zing1                            | Indica il concetto di occhio (in passato, la pupilla), con cui si forma la parola 眼睛, ed è composto dal radicale dell'occhio 目 con accanto la chiave di lettura 青 qing1. Se si cambia il tono di jin4, il vocabolo diventa 眼镜, che indica gli occhiali. Il radicale di lettura del carattere che indica gli occhiali è 竟 jing4, affiancata al radicale del metallo 金. 竟 è l'ideogramma di una lama 立 (falso amico perché riduzione di 辛) con sotto una persona stilizzata come 见. In origine indicava il concetto di marchiare con un coltello la faccia degli schiavi. Oggi si usa per indicare il carattere 竟然 e 毕竟 (in particolare, oggi indica il concetto di conclusione). Si usa pure come chiave di lettura nel carattere 境 jing4, con il radicale della terra 土: indica l'ambiente e, in passato, i confini, con una sfumatura di "confini per definiti e delimitati" data dalla chiave di lettura. |
| 羊                | yang2              | joeng4                           | Come già accennato, è il pittogramma di una testa di capra in visione frontale con due corna, due orecchie lunghe e il muso lungo. È anche uno dei 214 radicali Kangxi. |
| 肉                | rou4               | juk6                             | Indica la carne ed è la versione in isolamento di 月 con il significato di carne: come già accennato, è un pezzo di carne con due striature 仌 per indicare la forma dei tendini. Anticamente finiva in *-k. |
| 药                | yao4               | joek6                            | Indica il concetto di medicinale e la versione tradizionale è 藥: è il radicale dell'erba con sotto la chiave di lettura della musica e divertimento, 乐 ovvero 樂 (il pittogramma di uno strumento a corda o di un set di tamburelli). L'erba è un riferimento alle numerose erbe medicinali presenti nella medicina tradizionale cinese, la 中药Zhong1yao4, affiancata alla medicina tradizionale giapponese, coreana e vietnamita "thuốc Nam". La chiave di lettura indica il recupero del benessere grazie alle erbe curative. La versione semplificata deriva da una presa a prestito del carattere 葯, che indicava l'angelica dahurica, un tipo di pianta, la foglia di iris e la sua radice fragrante. Questi significati vengono indicati egregiamente dal radicale dei ciuffi d'erba in alto. Quanto alla chiave di lettura, 约 yue1 è formata da 丝 con accanto 勺, fuorvianti perché una variante arcaica e più vicina all'originale è 𠣩: è un mazzo rilegato con accanto una mano intenta a stringerlo. Oggi indica il trattato, un accordo stretto con una o più controparti. 约 e 药 anticamente finivano in *-k. |
| 要                | yao4, yao1         | jiu3                             | Indica il concetto di volere/volontà e in passato indicava i fianchi. Per la precisione, era un paio di mani simili a 臼 vicine ai fianchi di una donna inginocchiata 女. Oggi le mani sono stilizzate come 西, molto fuorviante. Il significato odierno deriva da un prestito fonetico, mentre il significato arcaico resta nel carattere 腰, accompagnato dal radicale della carne 月. |
| 也                | ye3                | jaa5                             | Come già accennato, è il pittogramma di un serpente e, come prestito fonetico, è stato usato in cinese classico come una particella. Oggi è l'avverbio "anche". |
| 已                | yi3                | ji5                              | È un pittogramma molto simile a 巳 si4, siccome rappresenta un feto vagamente simile al bambino in fasce 子 nelle versioni sulle ossa oracolari. In origine, indicava la fine della gravidanza, poi ha iniziato a indicare il concetto di interruzione. Oggi, da questo significato, si usa come avverbio "già" per rimarcare un'azione finita in generale (e dunque il perfettivo; non per forza un'azione finita da poco, rendendo il passato prossimo in italiano e necessitando di una traduzione obbligatoria). La versione bisillabica dell'avverbio è 已经, usatissima colloquialmente. |
| 经                | jing1              | ging1                            | Il carattere ha una vasta pletora di significati e la versione tradizionale è 經, tale per cui i significati originali coinvolgono la lavorazione della seta: è il radicale della seta 丝 accanto alla chiave di lettura 巠 jing1, oggi stilizzata come 𢀖, molto laconico e fuorviante, e in passato non colpita da palatalizzazione della consonante. 巠 (e variazione 坙) era la versione originale del carattere ed è il pittogramma di un telaio con dei fili sopra (ma non sono intrecciati, come in 爾), a cui poi è stato aggiunto il radicale della seta. Xu Shen ha interpretato erroneamente il pittogramma a causa di 巛, credendolo un canale idrico sotterraneo. In origine indicava i fili sul telaio. Poi ha iniziato a indicare i grandi classici della letteratura cinese e i sutra सूत्र indiani (Sutra del Loto, Sutra del Diamante, Sutra del Cuore...), forse collegandoli al concetto di filo della trama che va dipanandosi. |
| 意                | yi4                | ji3                              | Indica il concetto di senso/significato e in passato indicava il desiderio. È pittogramma di una lingua che esce dalla bocca aperta 音 per indicare le parole e sotto il radicale del cuore/mente 心. La versione originale è 悥. Oggi si usa anche per le trascrizioni fonetiche di prestiti, e.g. 意大利 Italia. |
| 思                | si5, si1           | si1                              | Già spiegato. |
| 因                | yin1               | jan1                             | Indica il concetto di causa/ragione/motivo ed è l'ideogramma di un uomo disteso su una stuoia a riposare. Il significato odierno deriva da un prestito fonetico, mentre quello originale di tappeto è parzialmente conservato nel carattere 茵 yin1, il cui radicale dell'erba specifica che è una stuoia di vimini intrecciati. Oggi questo carattere indica il materasso. Un sinonimo è 裀 yin1, con il radicale del vestito 衣 per indicare la stoffa. Il carattere si usa come chiave di lettura anche in 恩 en1 per indicare la gentilezza e l'affetto (collegati all'ospitalità, indicata dall'uomo sdraiato sulla stuoia) e un cognome (e.g. Wu Cheng'en 吴承恩, che durante la Dinastia Ming scrisse il "Viaggio in Occidente" 西游记). |
| 所                | suo3               | so2                              | Indica il concetto di edificio e si può utilizzare pure come classificatore per edifici come le scuole. Il componente a sinistra, la porta a un battente in grafia arcaica 戶 indica il suono (in passato, hu4, era simile a "huo"), mentre il componente a destra è l'ascia 斤. In origine, secondo Xu Shen, indicava il suono del legno tagliato, cosa che il carattere indica molto bene. Il significato di classificatore deriva da un prestito fonetico, anche se la porta indica un edificio come parte per il tutto. |
| 阴                | yin1               | jam1                             | Indica il concetto di nuvoloso e, a livello di filosofia, il concetto di Yin (< *-m), l'opposto dello Yang. Lo Yang è un principio che indica l'attività, il calore, la mascolinità ed è l'opposto dello Yin, cioè la passività, il freddo e la femminilità. La versione tradizionale è 陰 ed è il radicale della collina 阜 con accanto la chiave di lettura 侌, cioè 今 jin1 indicante la pronuncia e sotto una nuvola 云 yun2. Anticamente, indicava il lato in ombra e non illuminato di una collina, visibile ancora a fianco; oppure, secondo Xu Shen, indicava già il concetto di "oscuro, ombroso" (闇 [=暗]). Oggi la chiave di lettura è sostituita con la luna 月, forse per indicare il tempo buio, altrimenti la semplificazione è fuorviante. |
| 右                | you4               | jau6                             | Indica oggi la destra e, in origine, indicava il concetto di aiutare (esattamente come 左 nell'antichità). È composto da una mano sinistra (in origine, la mano destra 又 you4, che rendeva pure la pronuncia) con sotto la bocca spalancata 口. Una versione arcaica e più vicina all'originale è 𠮢. Il significato originale resta nel carattere 佑 you4 e 祐 you4, che in più significa "proteggere". Il fatto che ha il radicale dell'altare a tre gambe 示 gli dà una sfumatura religiosa e divina, a differenza di che ha semplicemente il radicale della persona 人. |
| 鱼                | yu2                | jyu4                             | Già spiegato. |
| 远                | yuan3              | jyun5                            | Indica il concetto di lontananza e la versione tradizionale è 遠, ovvero il radicale del cammino 辵 con la chiave di lettura 袁 yuan2. La chiave di lettura è formata da 叀 zhuan1 reso scarno e stilizzato e che in primis indica la pronuncia e anche un fuso per cucire con la seta sotto, ridotta a 厶, e un pezzo di radicale Kangxi del vestito 衣: la chiave nel suo insieme indica un lungo vestito. Unita al radicale del cammino in yuan3 遠, passa a indicare un lungo cammino, dunque una meta lontana. Oggi la chiave di lettura viene semplificata in yuan2 元, che indica la sola pronuncia. A proposito di Yuan, 元, indica pure il nome della dinastia mongolica che governò in Cina (khanato mongolo) durante il viaggio di Marco Polo (lui stesso incontrò il primo Khan, Kublai Khan, nipote di Gengis). Il nome, scelto dallo stesso Kublai, deriva da una citazione dello Yijing, il Classico dei Mutamenti (易经), in cui 元 viene collegato a un trigramma che indica il concetto astratto di grandezza. Proprio sotto al khanato i mongolici tentarono di invadere il Giappone due volte, venendo respinti da due tifoni, che i giapponesi del Periodo Heian chiamarono "vento divino", kami-kaze (神風). |
| 动                | dong4              | dung6                            | Indica il concetto di movimento e la versione tradizionale è 動: è la chiave di lettura 重 con accanto il radicale della forza 力 (non il coltello). Rappresenta un uomo piegato con un sacco rilegato sulle spalle e accanto la forza, che indicava il movimento per spostare qualcosa. Oggi è generico. |
| 早                | zao3               | zou2                             | Indica il mattino cioè un sole sotto a 十, fuorviante, perché in origine era 甲 jia3, il pittogramma in visione frontale del guscio di una tartaruga (che, come prestito fonetico, indica pure il concetto di "primo" nel lessico formale, siccome si può sostituire con 第一. "Secondo" invece è il radicale Kangxi 乙, ovvero 第二. Jia3 indica pure l'armatura e in origine non era palatalizzato e terminante in *-p). La versione arcaica dunque è 𣅼. Il concetto di mattino si lega all'armatura perché è il momento in cui i soldati si svegliato. Il carattere diventa chiave di lettura in 草 cao3, che indica l'erba (che in passato aveva solo la forma del pittogramma e radicale Kangxi di due ciuffetti d'erba 艸, oggi fusi) |
| 丈                | zhang4             | zoeng6                           | Indica il marito e il galantuomo ed è una diversa stilizzazione di 夊 pu1, cioè il bastone in mano. In alternativa, siccome è pure un'antica unità di misura (uno zhang, ovvero dieci chi3 尺 o un piede cinese, ovvero dieci pollici cinesi 寸 cun1 moltiplicato dieci volte). Se si immagina il pittogramma come 十 sopra 又 per indicare una decina di piedi cinesi, il carattere diventa immediatamente comprensibile. Quest'ultima interpretazione è di Xu Shen. Forse il significato di zhang e galantuomo o persona "matura" (anche se giovane) e sposata, se si prende una grande misura come segnale di onore, sono collegati. Se si aggiunge il radicale dell'albero 木 per indicare come spesso avviene il legno, si ottiene il carattere per indicare il bastone da passeggio, 杖 zhang4. |
| 夫                | fu1, fu5           | fu1                              | Indica il marito ed è il pittogramma di un uomo con le braccia alzate in visione frontale 大 con un tratto orizzontale 一 che indica in modo vistoso un codino sulla nuca. Indicava il concetto di legare i capelli con un codino e anche i maschi giovani, che portavano il codino (e/o forse per indicare che non erano calvi per l'età avanzata). Poi, a causa dell'ultimo significato, ha assunto il significato di "marito" (nella Cina antica, come in molte altre società, ci si sposava da giovani in matrimoni combinati, resi illegali dalla Costituzione della Repubblica Popolare Cinese nel 1949 insieme alle fasciature ai piedi). Il pittogramma è presente come chiave di lettura nel carattere 扶 fu2, che indica il concetto di sostenere dato dal radicale della mano 手. In origine, nelle ossa oracolari, era un uomo giovane e forzuto col codino 夫 con una mano enorme, poi separatasi e divenuta radicale. |
| 找                | zhao3              | zaau2                            | Indica la ricerca ed è il radicale della mano 手 con accanto una lancia, 戈 (cercare un oggetto come ad esempio un'arma; andare a ricercare con in mano un'arma). La somiglianza con il carattere 我 è molto fuorviante. |
| 着                | zhe5, zhao2, zhuo2 | zoek3, zoek6                     | Oggi si usa in particolare come particella che indica uno stato in cui si trova un oggetto a causa di un prestito fonetico, ma è un carattere che ha più pronunce e più significati. La versione tradizionale è 著, che a sua volta si pronuncia zhu1 per indicare la fama (著名). 着 (< *-k) deriva da una corruzione di questo carattere, in cui l'erba si è stilizzata e il componente reso come 日 ha subito l'aggiunta di un tratto, ragion per cui l'intero carattere ha un aspetto fuorviante (sembra una capra sopra un occhio). Quindi, urge parlare di 著: è il radicale del bambù 竹 con sotto la chiave di lettura 者, cioè la canna da zucchero 蔗. Indica la fama ma, se pronunciato zhao2 o zhuo2, indica il concetto di toccare, attaccare/appiccicare, indossare, prendere fuoco e, nei dialetti Min, addormentarsi (si usa anche in cinese moderno standard come complemento risultativo, ma scritto 着, come anche "prendere fuoco"). Ma la versione arcaica, che sbroglia definitivamente il carattere, è 箸 zhu4, il bambù sulla canna da zucchero: indica le bacchette per mangiare, le kuaizi 筷子. Il secondo vocabolo è quello tuttora in uso perché 箸 zhu4 era omofono di 住 zhu4, fermarsi: secondo i barcaioli, l'omofonia portava male. La chiave di lettura della canna da zucchero si usa pure per indicare il maiale, 猪, la cui semplificazione è fuorviante siccome in origine aveva il radicale Kangxi del maiale, 豬 (in più, la chiave di lettura in realtà è una contrazione di 諸 > 诸 zhu1, che indica in modo puntuale la pronuncia e ha il concetto di "molti": il maiale partorisce molti maialini da una sola cucciolata). Stando al dizionario antico Fangyan 方言, anticamente era pure in uso un sinonimo di origine più antica, 豭 jia1 (consonante anticamente non palatalizzata). Quanto a 诸, ha il radicale della parola e significa "molti" nel linguaggio formale con accanto la canna da zucchero che però, come prestito fonetico, indica la persona in quanto nominalizzatore nel cinese classico: rende il senso di molte persone che parlano. Forse ha una parentela etimologica con 都 du1 (i due, anticamente, erano molto simili come pronuncia). Quanto a 堵 du3, oggi indica il concetto di bloccare e di traffico, mentre anticamente indicava un muro, come indica il radicale della terra 土 (forse il muro era di fango o simili e se la chiave di lettura anche in questo caso è una contrazione di 诸 indica numerosi mattoni di fango impilati per formare un muro, come indica il carattere 累 e simili). Per finire con 着, la capra è falso amico, ma è una capra autentica in 羞 xiu1; torna a essere falso amico in 差 cha1, chai1: il primo indica la timidezza ed è il radicale della capra con sotto chou3 丑, il secondo Ramo Terrestre, cioè una mano con uno o due tratti sulle dita o in mezzo alle varie dita, in passato simile a 𠃠 (sembra simile a 尤), ma in realtà indica un artiglio di un rapace con le unghie affilate. Differenziava dunque le unghie umane e animali 爪 da quelle solo animali. Il significato di secondo Ramo Terrestre deriva da un prestito, idem quello di commediante. È infine diventato la versione semplificata di 醜 chou3, che indica la bruttezza (il radicale del fantasma con l'anfora you3 come chiave di lettura 酉 indica bene questo significato). Quanto al carattere 羞 xiu1, è una capra cucinata inquadrata dall'alto con sotto una mano, poi diventata la zampa di rapace per la smania di mangiare. In passato, indicava il cibo prelibato. 差 cha1 e chai1 invece era una piantina di grano 來 tenuta in mano da una mano destra (oggi sono riconoscibili i chicchi in alto con le foglie in basso; il tratto obliquo lungo è il braccio), a cui più in avanti è stato aggiunta la squadra da carpentiere 工 per indicare la lavorazione. In origine indicava il concetto di strofinare il grano per sgranarlo, significato parzialmente conservato in 搓 cuo1 (sfregare con le mani), a cui si aggiunge il radicale della mano 手. Un altro carattere in cui si conserva è 磋 con il radicale Kangxi della pietra che cade da un dirupo 石 per indicare il concetto di limare con una pietra. In 蹉 cuo1 (radicale del piede 足) invece significa calpestare. Ma la chiave di lettura 差 non conserva più il significato antico: oggi indica la carenza o il viaggio di affari. |
| 真                | zhen1              | zan1                             | Indica il concetto di vero e l'avverbio "davvero/molto" e la versione originale è 眞, ancora visibile come hanja in coreano. La stilizzazione attuale è fuorviante siccome l'ideogramma originale è un cucchiaio 匕 sopra un tripode 鼎 per indicare l'atto di prendere il cibo da un calderone o simili. Il carattere non è collegato a 直 siccome la semplificazione lo rende fuorviante anche per questo. 直 in origine, nelle ossa oracolari, era un tratto verticale sopra un occhio 目 (la linea orizzontale lunga alla base è un'aggiunta posteriore) che indica il concetto di "diritto" e "rettitudine". Se si ribalta il carattere, si forma la parte superiore della chiave di lettura 悳 in 德 . Se al concetto di verticalità/diritto si aggiunge il radicale dell'albero 木 si ottiene il carattere per indicare in generale la vegetazione e flora, 植 zhi2. Se invece si mette la persona 人, indica il concetto di valore, 值 (ma in origine indicava il concetto di imbattersi in/incontrarsi con...). |
| 正                | zheng4             | zing3                            | Già spiegato. Il carattere si usa anche come chiave di lettura in 征, che indica la caratteristica e ha il radicale dell'incrocio a T, 彳. In origine significava "andare lontano, viaggiare lontano", significato ben indicato dal radicale della strada a T e dalla componente a destra, che indica in parte il concetto di movimento, indicato in origine in senso concreto proprio da 正 (丁 ding1 come chiave di lettura indicante la pronuncia puntuale + 止). |
| 知                | zhi1               | zi1                              | Indica l'atto di "conoscere" ed è composto dalla chiave di lettura della freccia 矢 shi3 con accanto il radicale della bocca spalancata 口. Indica dunque qualcosa che è noto e di cui si riesce a parlare con padronanza e scioltezza. Con una modifica del carattere si ottiene 智 zhi4, con il radicale del sole 日 (in origine un bambino a lato 子) oggi schiacciato: in origine indicava la conoscenza, cioè ciò che si manifesta dal conoscere, la manifestazione e concretizzazione e oggettivazione/reificazione del conoscere. Oggi indica pure la saggezza, cioè la prudenza e ponderazione che deriva dall'acquisire conoscenza, intelletto e maturazione. Come chiave di lettura, 知 forma il carattere 蜘 zhi1, che indica il ragno (radicale dell'insetto 虫). |
| 道                | dao4               | dou6                             | Indica il concetto di via (anche astratta, es. la Via del taoismo o la Via del Guerriero/Bushido nella filosofia dei samurai) o l'arte/tecnica sopraffina su come si utilizza qualcosa, es. la Via della Spada/il Kendo ed è composto dal radicale del cammino 辵 (in origine 行) con accanto il pittogramma e radicale Kangxi della testa 首 shou3, cioè un ciuffo di peli collegato a un occhio o forse le corna di un animale sotto un occhio, siccome la testa non è umana e anticamente era 𩠐 (oggi si può usare per indicare il concetto generico di primeggiare/essere in testa, come per la città che funge da capitale, 首都). In origine 道 indicava l'azione di guidare/condurre, significato rimasto nel carattere 導, oggi 导, in cui il carattere funge da chiave di lettura per la pronuncia e il senso (in basso si trova la mano 寸, quasi a suggerire la mano nella mano o una mano che indica la via, mentre in origine si trovava un piede 止 per indicare il cammino). Oggi la chiave di lettura viene semplificata con un feto 巳 si4 schiacciato, decisamente fuorviante. |
| 准                | zhun3              | zeon2                            | Indica il concetto di preparazione e standard e la versione tradizionale è 準, cioè il radicale dell'acqua in alto (poco riconoscibile per la posizione) con la chiave di lettura per la sola pronuncia 隼 sun3, che indica un falco con le zampe stilizzate in basso (è anche rappresentato come un uccello dalla coda corta). Il falco viene anche indicato dal carattere 鶽 sun3, in cui il senso è ulteriormente disambiguato dal radicale dell'uccello 鸟. In passato indicava la superficie piatta dell'acqua. Oggi indica la preparazione e lo standard, un principio tale per cui le cose sono livellate. Oggi il carattere appare molto più scarno, siccome il falco diventa un qualunque uccellino dalla coda corta e la distesa di acqua impetuosa diventa una superficie di ghiaccio, che comunque è di base livellata e immobile. |
| 备                | bei4               | bei6                             | Indica il concetto di preparazione e equipaggiamento (准备, 具备) e la versione tradizionale è 備: in origine, era formato solo dalla chiave di lettura 𤰈 bei4, il pittogramma di due frecce con la punta verso il basso dentro un contenitore (oggi, a causa della stilizzazione, il tutto è poco riconoscibile se paragonato alla versione nelle ossa oracolari). Poi si è aggiunta la persona a lato, 人. In origine, indicava la faretra, oggi 箙 fu2 (< *-k e bilabiale): il radicale delle foglie di bambù 竹 indica le fibre e vimini intrecciati. |
| 走                | zou3               | zau2                             | Come già accennato, è il pittogramma di una persona con le braccia ondulate per indicare il movimento (大, oggi 土) con un piede sotto (止) per indicare che cammina: è il radicale Kangxi del cammino. |
| 最                | zui4               | zeoi3                            | Oggi si usa per formare il superlativo assoluto è una variante vicina all'originale è 撮 ma senza la mano a lato: la parte in alto è cioè il pittogramma di un cappello/copricapo inquadrato di fronte 冃 mao2 (che oggi forma caratteri come 冒 mao2, con l'aggiunta di una faccia sotto indicata da un occhio, la parte per il tutto, e 帽 mao2, il cappello. Aveva anche a che fare con il concetto di offendere, come in 冒犯.). La chiave di lettura è qu3 取, "afferrare", un orecchio afferrato da una mano destra. Siccome indica il superlativo assoluto, rappresenta il concetto di cima con quello del capo e del cappello messo in testa. |
| 左                | zuo3               | zo2                              | Indica la sinistra ed è formata dalla mano sinistra con sotto la squadra da carpentiere, 工, aggiunta successivamente, a partire dalle versioni nei vasi di bronzo. Il significato originale indicava il concetto di "aiutare, supportare" ed è ritenuto nel carattere 佐 zuo3, a cui si aggiunge il radicale della persona 人. |

### Paleografia e etimologia
- https://www.yw11.com/zidian/8828/ (Qimingwang, che contiene ricostruzioni della grafia e il fanqie contenuto nel Guangyun del 1008)
- (ZH) Dizionario filologico, su qiyuan.chaziwang.com. URL consultato il 10 novembre 2020 (archiviato dall'url originale il 27 settembre 2020).
- https://humanum.arts.cuhk.edu.hk/Lexis/lexi-mf/ (Multi-function Chinese Character Database, per visualizzare le riproduzioni dei caratteri nelle versioni antiche)
- https://hanziyuan.net/ Chinese Etimology (per visualizzare le riproduzioni dei caratteri nelle versioni antiche)
- Howell, Lawrence J.; Hikaru, Morimoto. Etymological Dictionary of Han/Chinese Characters, 2016 [PDF] (https://bradwarden.com/kanji/etymology/kanjietymology.pdf), (per le ricostruzioni della grafia e senso e go-on)

### Shuowen Jiezi, cinese storico e cantonese
- https://www.zdic.net/ (contiene le definizioni dello Shuowen Jiezi in caratteri semplificati e alcune glosse)
- https://www.cidianwang.com/shuowenjiezi/ (contiene le definizioni dello Shuowen Jiezi con la riscrittura in lingua moderna e alcune glosse)
- Baxter, William H.; Sagart, Laurent. Old Chinese. A New Reconstruction, Oxford University Press, USA, 2014. (per informazioni base e aggiornate sull'antico cinese collegabili all'etimologia. Matisoff ha fatto uso sia della ricostruzione di Karlgren, sia di una versione di Baxter del 1992)
- http://lodel.ehess.fr/crlao/document.php?id=1217 Guangyun (9000 caratteri) con pronuncia in primo cinese medio ricostruita da Baxter (2011, fonte recente)
- http://ocbaxtersagart.lsait.lsa.umich.edu/BaxterSagartOCbyMandarinMC2014-09-20.pdf Archiviato il 10 ottobre 2022 su ghostarchive.org URL di servizio di archiviazione sconosciuto. Dizionario di 5000 caratteri con pronuncia in antico cinese ricostruita da Baxter/Sagart (2014, fonte recente)
- https://cantonese.org/ Dizionario di dialetto cantonese CC-Canto (romanizzazione Jyutping)